# Бэнкхед, Таллула
Таллу́ла Бро́кман Бэ́нкхед (англ. Tallulah Brockman Bankhead, 31 января 1902 — 12 декабря 1968) — американская актриса театра и кино, знаменитая своим остроумием, блестящей внешностью, хриплым голосом и превосходно сыгранными ролями во многих пьесах и кинофильмах, в основном довоенных. Бэнкхед была членом семьи Брокман Бэнкхед, известной политической семьи из штата Алабама, её дед и дядя были сенаторами США, а её отец членом Конгресса на протяжении 11 сроков, а последние два — спикером Палаты представителей. Поддержка Таллулы либеральных идей, таких как гражданские права, порвала с тенденцией южных демократов поддерживать более типичные приоритеты, и она часто публично выступала против своей собственной семьи.
Ещё будучи театральной актрисой, Бэнкхед снялась в картине Альфреда Хичкока «Спасательная шлюпка» (1944), а также сделала короткую, но успешную карьеру на радио, также она часто появлялась на телевидении.
В жизни актриса боролась с алкоголизмом и наркоманией, выкуривала около 120 сигарет в день и была известна своей беспорядочной половой жизнью как с мужчинами, так и с женщинами, также она открыто говорила о своих пороках. Она поддерживала детей-сирот и помогала семьям спастись от Гражданской войны в Испании и Второй мировой войны. Она была введена в Зал славы американского театра в 1972 году и Зал славы женщин Алабамы в 1981 году. После смерти у Бэнкхед осталось около 300 ролей в кино, на сцене, телевидении и радио.

## Ранняя жизнь

Таллула Бэнкхед в возрасте 15 лет (вторая слева), с дедушкой Бэнкхед, Джон Х. (крайний слева), отцом Уильямом Бэнкхед (второй справа) и старшей сестрой Евгенией Бэнкхед (крайняя справа), 1917 год.

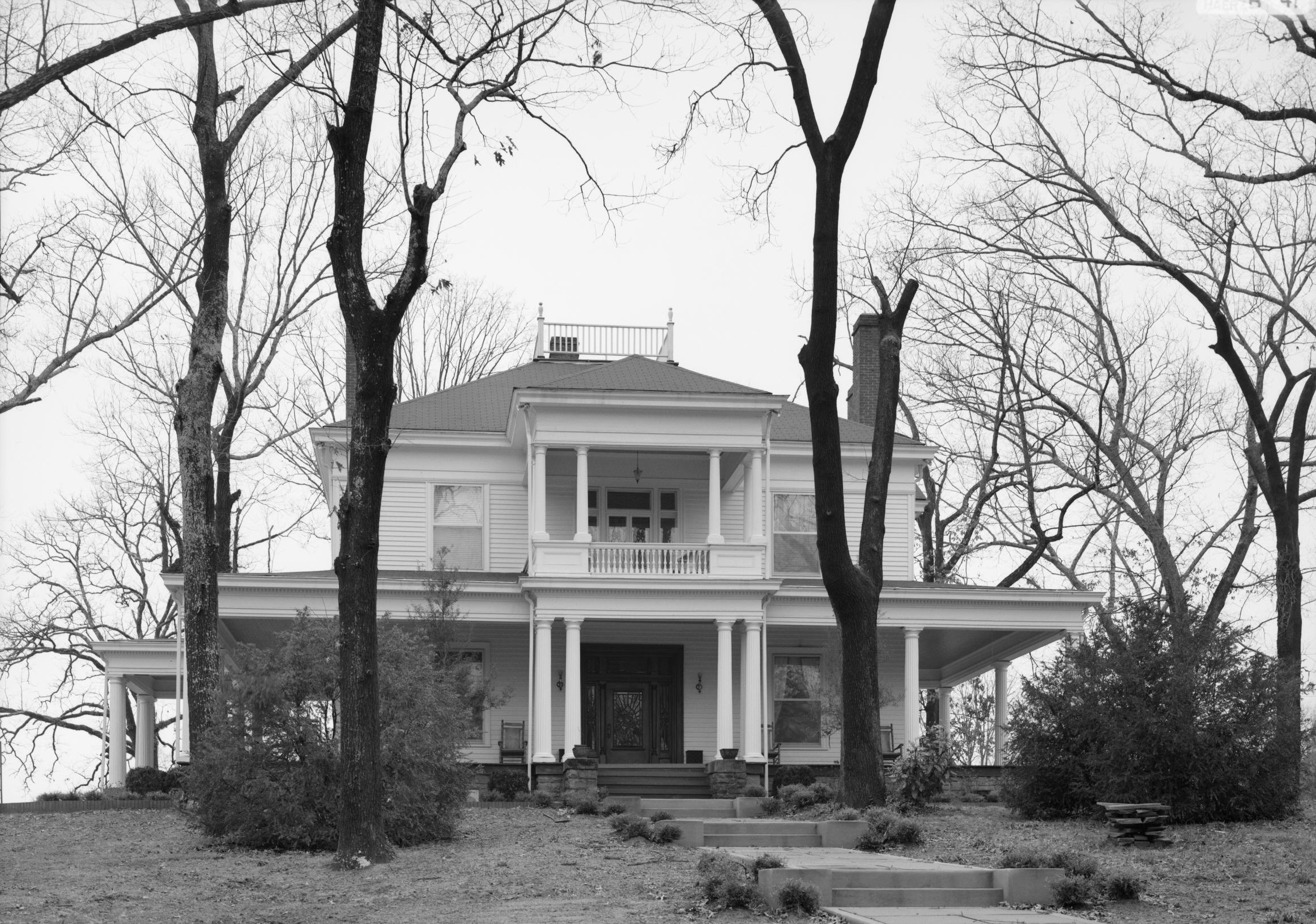
Поместье «Сансет», в Джаспере, штат Алабама, где выросли Таллула и её сестра.

Таллула Брокман Бэнкхед родилась 31 января 1902 года в Хансвилле, штат Алабама, в семье Уильяма Брокмана Бэнкхеда и Аделаиды Евгении «Ады» Бэндхед (урождённая Следж). Её прадед Джеймс Бэнкхед (1738—1799) родился в Ольстере, Ирландия, позже поселился в Южной Каролине. «Таллу» была названа в честь своей бабушки по отцовской линии, которая, в свою очередь, была названа в честь водопада Таллула-Фолс, штат Джорджия. Её отец происходил из политической семьи Бэнкхед и Брокман, был активным участником Демократической партии в южных штатах и в Алабаме в частности, а также был спикером Палаты представителей США с 1936 по 1940 гг. Она была племянницей сенатора Джона Х. Бэнкхеда II, а также внучкой сенатора Джона Х. Бэнкхеда. Её мать Аделаида Евгения, была уроженкой Комо, штат Миссисипи, и была помолвлена с другим мужчиной, когда встретила Уильяма Бэнкхеда во время поездки в Хантсвилл, чтобы купить свадебное платье. Они полюбили друг друга с первого взгляда и поженились 31 января 1900 года в Мемфисе, штат Теннеси. Их первый ребёнок, Эвелин Евгения (24 января 1901 — 11 мая 1979), родилась на два месяца раньше срока и имела некоторые проблемы со зрением. Через год, на вторую годовщину свадьбы родителей родилась Таллула, на втором этаже дома, который сейчас известен как дом Исаака Шифмана. В ознаменовании этого места была установлена памятная табличка, а в 1980 году здание было внесено в «Национальный реестр исторический мест». Через три недели после рождения Бэнкхед, её мать умерла от сепсиса (заражения крови) 23 февраля 1902 года. На смертном одре Ада велела золовке «позаботиться об Евгении, Таллула всегда сможет позаботиться о себе». Бэнкхед крестили рядом с гробом её матери.
Уильям Б. Бэнкхед был опустошён смертью своей жены, которая погрузила его в период депрессии и алкоголизма. В результате чего Евгения и Таллула в основном воспитывались бабушкой по отцовской линии, Таллулой Джеймс Брокман Бэнкхед, в семейном поместье «Сансет» в Джаспере, штат Алабама. В детстве Таллула которую описывали как «чрезвычайно невзрачная» была полной, а её старшая сестра была стройнее и красивее. Из-за чего младшая делала всё возможное, чтобы привлечь внимание, и постоянно искала одобрения отца. Посмотрев представление в цирке, она научилась кататься на колесе и часто каталась на нём по дому, пела и декламировала литературу, которую выучила наизусть. Она была склонна к истерикам, каталась по полу и задерживала дыхание до посинения. Её бабушка часто выливала на неё ведро воды, чтобы остановить эти вспышки гнева.
Знаменитый хриплый голос Бэнкхед (который она сама называла «меццо-бассо»), был результатом хронического бронхита, вызванного детской болезнью. С самого начала её описывали как исполнительницу и эксбиционистку, которая ещё в раннем детстве поняла, что театральное искусство привлекает к ней больше внимания, которого она так желала. Обнаружив, что у неё есть талант подражания, она развлекала своих одноклассников, изображая школьных учителей. Бэнкхед утверждала, «что её первое выступление» было засвидетельствовано ни кем иными, как братьями Райт — Орвиллом и Уилбером. Её тётя Мэри устроила знаменитым братьям вечеринку в своём доме недалеко от Монтгомери, штат Алабама, на которой попросила племянницу развлечь её гостей. «Я получила приз за лучшее выступление, изображая мою воспитательницу из детского сада, — писала Бэнкхед — А судьи? Орвилл и Уилбер Райт». Бэнкхед так же обнаружила, что у неё была потрясающая литературная память, она легко запоминала стихи и пьесы и драматично их декламировала.
Бабушка и тётя Таллулы и Евгении начали испытывать трудности с девочками. Их отец Уильям, который работал юристом в их доме в Хантсвилле, предложил записать девочек в монастырскую школу (хотя он сам был методистом, а их мать принадлежала к епископальной церкви). В 1912 году, когда Евгении было 11, а Таллуле — 10, обе девочки были зачислены в монастырь Святого Сердца в Манхэттенвилле, штат Нью-Йорк. Позже политическая карьера отца привела девочек в Вашингтон, округ Колумбия, где они были зачислены в несколько разных школ, каждая из которых являлась престижной школой в городе. Когда Бэнкхед было 15 лет, её тётя приучала подростка гордиться своей внешностью, предложила ей сесть на диету, чтобы девушка была более уверенной в себе, и девушка быстро превратилась в южную красавицу. Однако этой «школой» укротить девочек не получилось, так как и у Таллулы и у Евгении было множество поклонников и романов на протяжении всей их жизни. Евгения была более романтичной и уже в 16 лет вышла замуж, за всю свою жизнь она была замужем за шестью разными мужчинами. Таллула же была более сильной и непокорной личностью. Она стремилась сделать карьеру в актёрском мастерстве, мимолётными отношениями увлекалась больше, чем любовью, и не проявляла особого интереса к замужеству. Хотя и вышла замуж за актёра Джона Эмери в 1937 году, но брак окончился разводом в 1941.
Бэнкхед с детства дружила с американской светской львицей, а позже писательницей Зельдой Фицджеральд, женой американского писателя и эмигранта Ф. Скотта Фицджеральда.

## Карьера

### Начало в Нью-Йорке (1917—1922)

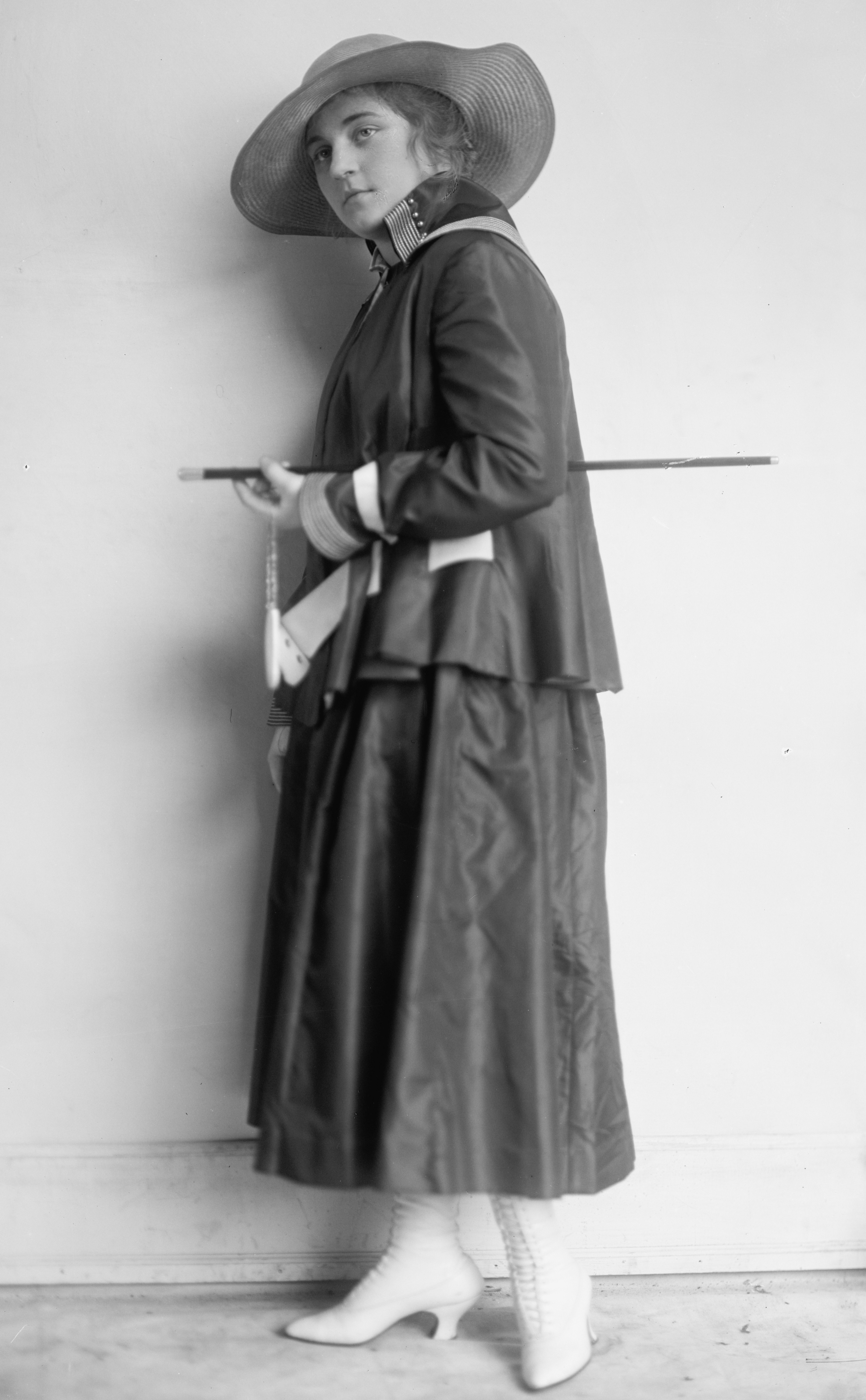
Бэнкхед в подростковом возрасте, примерно 1917 год.

В возрасте 15 лет Бэнкхед прислала своё фото в «Picture Play», который проводил конкурс и присуждал 12 победителям поездку в Нью-Йорк и съёмки в фильме на основе их фотографий. Однако она забыла прислать своё имя и адрес вместе с фотографией. Что она стала одной из победительниц Бэнкхед узнала, просматривая журнал в местной аптеке. Её фотография была в журнале с подписью «Кто она?», призывая загадочную девушку немедленно связаться с газетой. Конгрессмен Уильям Бэнкхед отправил в журнал письмо с дубликатом фотографии своей дочери.
Приехав в Нью-Йорк, Бэнкхед обнаружила, что её победа была мимолётна: ей заплатили 75 долларов за трёхнедельную работу над «Кто любил его лучше?», она получила лишь незначительную роль, но быстро нашла свою нишу в Нью-Йорке. Вскоре она переехала в отель «Алгонкин», излюбленное место художественной и литературной элиты той эпохи, где быстро попала в знаменитый круглый стол «Алгонкина» в баре отеля. Её назвали одной из «Четырёх всадников Алгонкина», куда входили Бэнкхед, Эстель Уинвуд, Ева Ле Гальенн и Блайт Дэйли. Трое из четверых не были гетеросексуалами: Бэнкхед и Дэйли были бисексуалами, а Ле Гальенн была лесбиянкой. Когда Бэнкхед уезжала в Нью-Йорк, отец предупреждал её избегать алкоголя и мужчин, позже Таллула язвительно замечала: «Но он ничего не говорил о женщинах и кокаине». Безумные вечеринки «Алгонкина» познакомили Бэнкхед с кокаином и марихуаной, о чём она позже говорила: «Кокаин не вызывает наркотической зависимости. Я знаю, о чём говорю: я нюхаю его много лет». Бэнкхед воздерживалась от выпивки, сдержав половину своего обещания, данного отцу. В «Алгонкине» Бэнкхед подружилась с актрисой Эстель Уинвуд. Там же она встретила Этель Берримор, которая пыталась убедить её сменить имя на Барбару. Бэнкхед отказалась, а «Vanity Fair» позже написал: «Она единственная актриса по обе стороны Атлантики, которую узнают только по имени».
В 1919 году, после ролей в трёх немых картинах «Когда мужчины изменяют» (англ. When Men Betray) (1918), «Тридцатка в неделю» (англ. Thirty a Week) (1918), и «Ловушка» (англ. The Trap) (1919), Бэнкхед дебютировала на сцене в постановке «Голубиная ферма» (англ. The Squab Farm) в театре «Бижу» в Нью-Йорке. Вскоре она поняла, что её место на сцене, а не на экране, и появилась в постановках «Ист, 39» (англ. 39 East) (1919), «Свободные» (англ. Footloose) (1919), «Добрые люди» (англ. Nice People) (1921), «Ежедневно» (англ. Everyday) (1921), «Опасность» (англ. Danger) (1922), «Её временный муж» (англ. Her Temporary Husband) (1922) и «Возбуждение» (англ. The Exciters) (1922). Хотя её актёрские способности и были высоко оценены, пьесы были коммерчески и критически не удачными. Бэнкхед прожила в Нью-Йорке 5 лет, пока не добилась значительного успеха. После чего, не найдя себе места, она перебралась в Лондон.

### Успех в Великобритании (1922—1931)

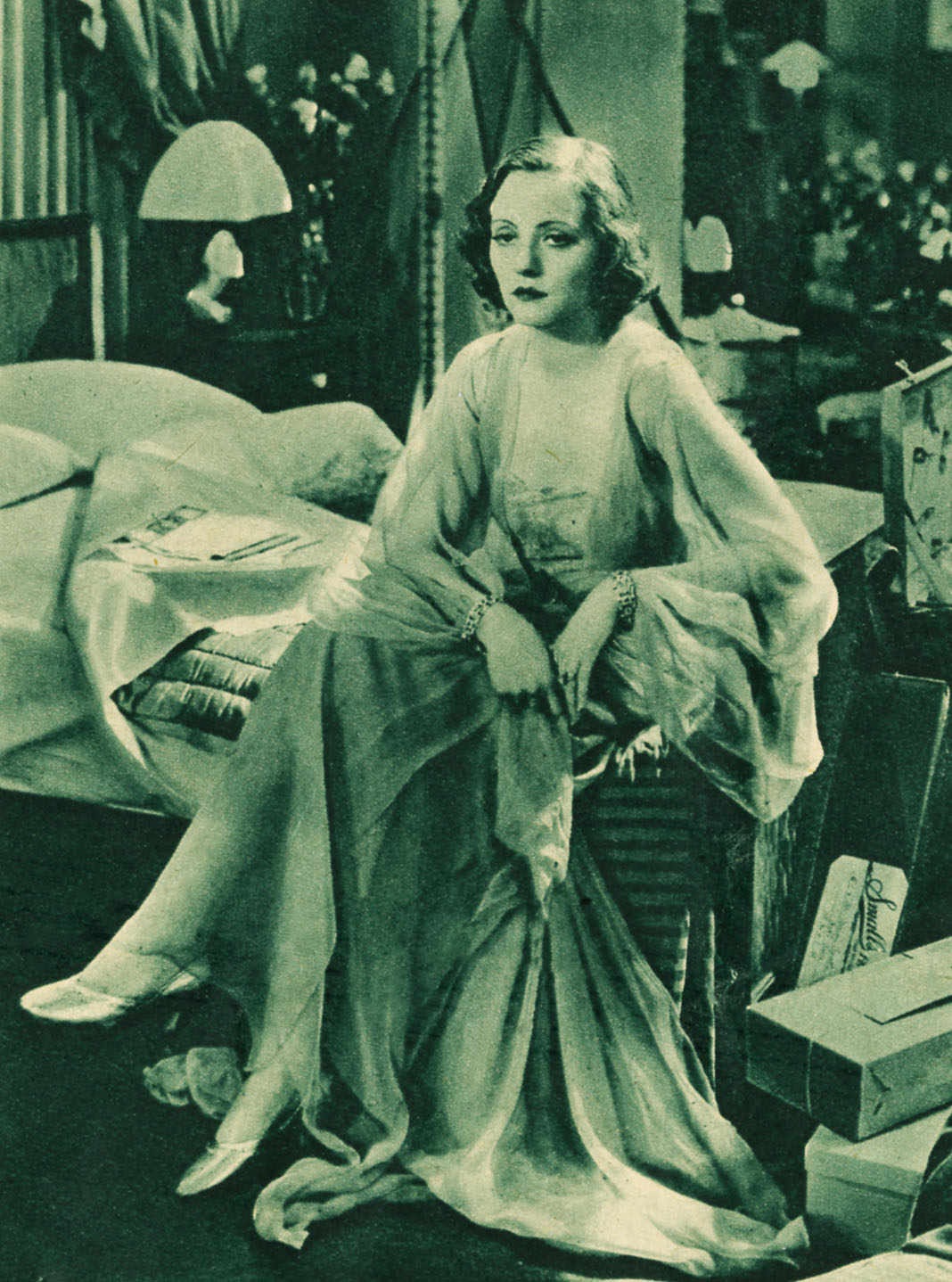
Таллула Бэнкхед в итальянском еженедельнике «Excelsior», 1932 год.

В 1923 году она дебютировала на лондонской сцене в «Театре Уиндема». В течение следующих восьми лет она появилась в более чем дюжине пьес в Лондоне, самая известная из которых — «Танцоры» (англ. The Dancers). Слава, как актрисы, настигла её в 1924 году, когда она сыграла роль Эми в пьесе Сидни Ховарда «Они знали, чего хотели» (англ. They Knew What They Wanted). Постановка получила Пулитцеровскую премию 1925 года.
Находясь в Лондоне, Бэнкхед купила себе Bentley, на котором любила ездить. Но она не очень хорошо разбиралась в направлениях и постоянно терялась на лондонских улицах. Она звонила в такси и платила водителю, чтобы он ехал к месту назначения, а сама ехала за ним на своей машине. За восемь лет работы на лондонской сцене и гастролей по театрам Великобритании Бэнкхед заработала репутацию мастера, извлекающего максимум пользы из некачественного материала. В своей автобиографии Бэнкхед рассказывала о премьере спектакля «Кончита»:
Во втором акте. … Я вышла с обезьяной в руках. … В ночь премьеры обезьяна взбесилась. … она сорвала с моей головы чёрный парик, спрыгнула с моих рук и побежала вниз к рампе. Там она остановился, оглядела собравшихся и помахала над головой моим париком. … Зрители хихикали над абсурдностью сюжета ещё до того, как эта обезьяна бросилась на меня. Теперь она уже стала истеричной. Что сделала Таллула в этот момент? Я увернулась за колесо телеги! Публика взревела. … После этой истории с обезьяной, я думала, что публика меня освистает. Но вместо этого мне устроили овацию.

### Карьера в Голливуде (1931—1933)
Бэнкхед вернулась в Соединённые Штаты в 1931 году, но голливудский успех ускользнул от неё в первых четырёх картинах 30-х годов. Она арендовала дом по адресу 1712, Стэнли Стрит в Голливуде (сейчас Норт Стэнли Авеню, 1712) и начала устраивать вечеринки, которые, как говорили «не имеют границ». Первым фильмом Бэнкхед был «Опороченная» (1931) режиссёра Джорджа Кьюкора, на съёмках которого они и подружилась. На съёмочной площадке Бэнкхед вела себя спокойно, поэтому съёмки прошли гладко, но сниматься в кино ей было скучно, и ей не хватило на это терпения. После более чем восьми лет в Великобритании и гастролей на её театральных подмостках ей не нравилось жить в Голливуде. Когда она встретила продюсера Ирвинга Тальберга, она спросила его: «Как ты попал в это ужасное место?», на что он ей ответил: «Я не думаю, что с этим могут возникнуть проблемы. Спросите любого». Хотя Бэнкхед не очень интересовалась созданием фильмов, возможность заработать 50 000 $ за фильм была слишком хороша, чтобы упускать её. Её фильм 1932 года «Дьявол и глубина» примечателен наличием трёх главных звёзд Гэри Купера, Чарльза Лоутона и Кэри Гранта, причём гонорар Бэнкхед был гораздо больше чем у её коллег. Позже Бэнкхед призналась: «Дорогуша, главная причина, по которой я согласилась [на эту роль], — это трахнуть этого божественного Гэри Купера!» Позже в 1932 году Бэнкхед снялась вместе с Робертом Монтгомери в фильме «Недоверие».

### Возвращение на Бродвей (1933—1938)

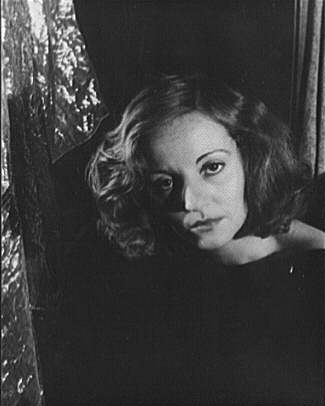
Бэнкхед в 1934 году.

Вернувшись на Бродвей, Бэнкхед стабильно работала в серии посредственных пьес, которые, по иронии судьбы, позже превратились в очень успешные голливудские картины с участием других актрис. Романтическая комедия-драма Эдварда Барри Робертса и Фрэнка Моргана Кавета 1933 года «Отвергая остальных» красивая история троих друзей состоящих в любовном треугольнике, который длится уже несколько лет, для Бэнкхед постановка была по скромному успешна, всего было поставлено 110 спектаклей, но экранизация пьесы 1934 года, с Джоан Кроуфорд стала одним из самых больших финансово успешных картин, с хорошими отзывами от критиков. Аналогичным образом, следующие две непродолжительные пьесы Бэнкхед «Иезавиль» (англ. Jezebel) Оуэна Дэвиса и «Тёмная победа» (англ. Dark Victory) Джорджа Брюэра-младшего и Бертрама Блоха превратились в громкие и престижные кинофильмы с Бэтт Дэвис.
Но Бэнкхед не сдавалась, даже несмотря на плохое самочувствие. В 1933 году, по окончании спектакля «Иезавиль», Бэнкхед чуть не умерла после пятичасовой экстренной гистерэктомии из-за гонореи, которой, по её утверждениям, она заразилась от Джорджа Рафта. При выписке из больницы она весила всего 70 фунтов (32 кг), но она поклялась продолжать свой беспорядочный и весёлый образ жизни, стоически сказав своему врачу: «Не думайте, что это было для меня уроком!»
Бэнкхед продолжила играть в различных бродвейских спектаклях в течение следующих нескольких лет, получив положительные отзывы за роль Элизабет в возрождении оперы Сомерсета Моэма «Круг» (англ. The Circle). Однако когда она появилась в Шекспировской пьесе «Антоний и Клеопатра» с Джоном Эмери, который в то время являлся её мужем, критик «New York Evening Post» Джон Мейсон Браун придирчиво отозвался: «Таллула Бэнкхед вчера вечером спустилась по Нилу, как Клеопатра — и утонула».
С 1936 по 1938 гг. Дэвид Селзник, продюсер фильма «Унесённые ветром» (1939), Назвал Бэнкхед «первым выбором среди признанных звёзд» на роль Скарлет О`Хара в предстоящем фильме. Её кинопробы на роль в чёрно-белом фильме в 1938 году, были превосходными, но её фотографии в техниколоре выглядели плохо. Как сообщалось, Селзник потом признал, что 36-летняя Бэнкхед была слишком стара для роли Скарлет, которой в начале фильма было 16 лет (роль в конечном итоге отдали Вивьен Ли). Селзник позже послал Кей Браун к Бэнкхед, чтобы обсудить возможность взять её на роль проститутки Белль Уотлинг, но она отказалась.

### Признание критиков (1939—1945)

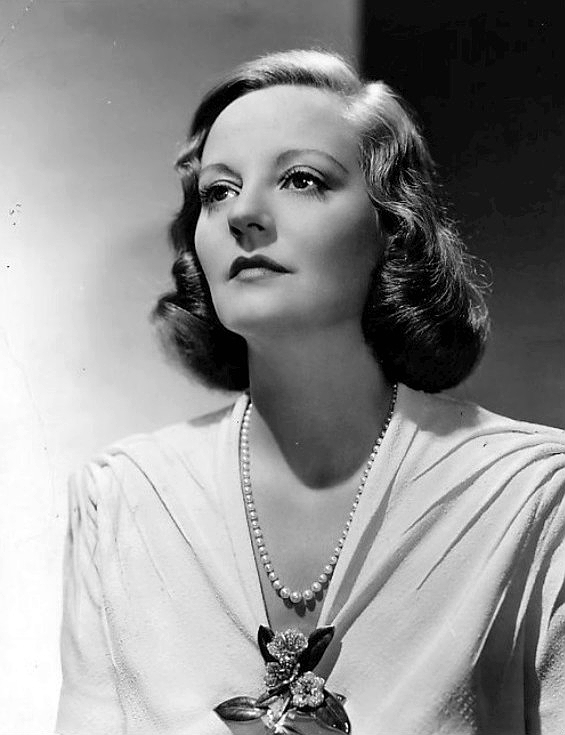
Фото Таллулы Бэнкхед для пьесы «Маленькие лисички».

За свою блестящую роль холодной, безжалостной, но пылкой Реджины Гидденс в спектакле Лилиан Хеллман «Маленькие лисички» (англ. The Little Foxes) (1939) она получила премию «Variety» за лучшую женскую роль года. Спектакль, с Бэнкхед в роли Реджины, был признан «одним из самых захватывающих спектаклей американского театра». Во время того, как его показывали на сцене, она появилась на обложке журнала «Life». Бэнкхед и драматург Хеллман, две грозные женщины, враждовали из-за вторжения Советского Союза в Финляндию. Бэнкхед (яростный критик коммунизма с середины 30-х годов), как сообщалось, хотела, чтобы часть доходов от одного выступления пошла на помощь Финляндии. А Хелман (коммунист, защищавшая Московские процессы в 1936 году, и являлась членом Коммунистической партии США в 1938—1940-е годы) выступала против. Обе женщины не разговаривали друг с другом в течение следующей четверти века, но в конце 1963 года всё же помирились. Тем не менее Бэнкхед отзывалась о персонаже Реджины в пьесе Хеллман: «Лучшая роль которую я когда-либо играла в театре».
Бэнкхед получила ещё одну награду «Variety», и премию «Нью-Йоркских драматургических критиков» за лучшую женскую роль в пьесе Торнтона Уайлдера «Кожа наших зубов» (англ. The Skin of Our Teeth), в которой она сыграла роль Сабины, домработницы и соблазнительницы, вместе с Фредриком Марчем и Флоренс Элдридж. О её работе в классике Уайлдера газета «New York Sun» писала: «В её исполнении, в Сабине есть юмор и страсть. То как она ухитряется делать и то и другое почти одновременно, остаётся загадкой для простого человека». С Элиа Казан, с которым Бэнкхед участвовала в спектакле «Кожа наших зубов», так же сталкивалась во время репетиции над пьесой «Стычка в ночи» (англ. Clash by Night) (1952), где она назвала постановщика Билли Роуза «Отвратительным хулиганом», на что Казан возразил: «Как можно запугивать Ниагарский водопад?»
В 1944 году Альфред Хичкок снял её в роли циничной журналистки Констанс Портер в её самом успешном фильме, который собрал хорошую прибыль и был положительно оценён критиками «Спасательная шлюпка». Её великолепная многогранная игра была признана лучшей в фильме и принесла ей награду «Сообщества кинокритиков Нью-Йорка». Взволнованная Бэнкхед приняла свой трофей и воскликнула: «Дорогуша, я была великолепна!»

### Новый успех (1948—1952)

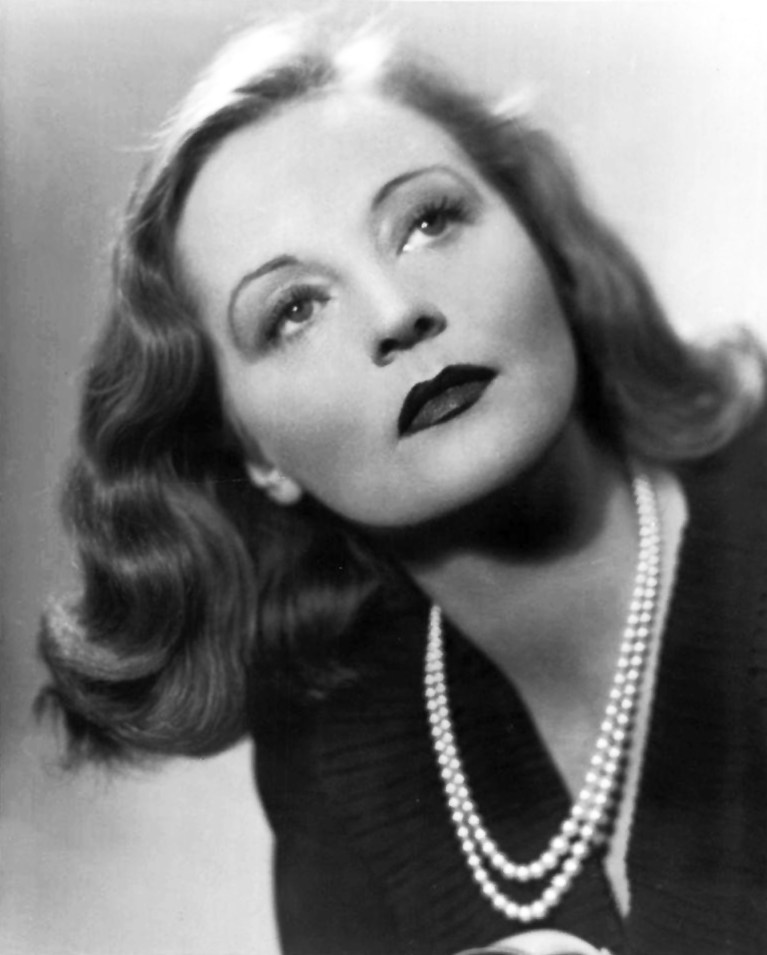
Фото Бэнкхед для спектакля «Стычка в ночи», где она играла главную роль.

Бэнкхед появилась в возрождении пьесы «Частная жизнь» (англ. Private Lives) Ноэла Кауарда, ездила на гастроли с этой пьесой и выступала на Бродвее, на протяжении двух лет. За постановку этой пьесы Бэнкхед получила целое состояние. С того времени она могла управлять 10 % валовой прибыли и получать более крупные гонорары, чем любой другой актёр в актёрском составе. Хотя иногда она запрашивала равную сумму с Эстель Уинвуд, с которой она появлялась во многих фильмах. Эстель была её близкой подругой с 1920-х годов до самой смерти Бэнкхед в 1968 году.
В 1950 году, пытаясь сократить лидирующие позиции в рейтинге популярных шоу «Программа Джека Бенни» и «Шоу Эдгара Бергена и Чарли МакКарти», которые в предыдущем сезоне перешли с радиостанции «NBC» на «CBS», «NBC» потратил миллионы на два сезона «Большого шоу». В главной роли этого шоу была «гламурная, непредсказуемая» Бэнкхед, там она выступала не только как ведущая церемоний, но также читала монологи (зачастую написанные Дороти Паркер) и исполняла песни. Несмотря на оркестр и хор Мередита Уиллсона, и лучших звёзд Голливуда в качестве приглашённых гостей, а также звёзды Бродвея и радио, «Большое шоу» получила хорошие отзывы, но не смогла сделать больше, и побить рейтинги программ Джека Бенни и Эдгара Бергена. В следующем сезоне «NBC» оставила её в качестве одной из шести меняющихся ведущих «Ревю всех звёзд» (англ. The All Star Revue) на канале «NBC» по субботам.
Бэнкхед была первоочередным выбором режиссёра Ирвинга Рэпера на роль Аманды в экранизации пьесы Теннесси Уильямса «Стеклянный зверинец». Лоретт Тейлор, блестяще исполнившая роль Аманды в оригинальной бродвейской постановке, возродив свою увядающую карьеру, была кумиром Бэнкхед и злоупотребляла алкоголем. Кинопробы Бэнкхед, Раппер назвал величайшим спектаклем, который он когда-либо видел: «Я думал, что с ней будет сложно, но она как ребёнок, такая милая и прекрасная. Я был абсолютно потрясён её выступлением. Это величайшие кинопробы, которые я когда-либо создал и видел в своей жизни. Я не мог поверить, что видел это в реальности. Бэнкхед была абсолютно естественной и такой трогательной, даже без особых усилий. Команда тоже была ошеломлена.» Но руководитель студии Джек Уорнер отверг её кандидатуру опасаясь её пристрастия к алкоголю, хотя она и обещала не пить во время съёмок, он отказался отдать ей роль. Вместо этого роль отдали Гертруде Лоуренс, чья актёрская игра была одобрена большинством критиков.

### Поздняя карьера (1952—1968)
Бэнкхед написала бестселлер автобиографию «Таллула: Моя автобиография» (Издательство: Harper & Bros., 1952), которая была опубликована в 1952 году. Хотя карьера Бэнкхед приостановилась в середине 50-х годов, она никогда не исчезала из поля зрения общественности. Её очень публичная и зачастую скандальная личная жизнь начала подрывать её репутацию потрясающей актрисы, что привело к постоянной критике, превратив её в карикатуру на саму себя. Несмотря на то, что Бэнкхед была заядлой курильщицей, употребляла алкоголь и пила снотворное, она продолжала появляться в 50-х и 60-х годах на Бродвее, радио, телевидении, и в эпизодических ролях в кино, несмотря на то, что её тело с каждым годом ослабевало, с середины 50-х до самой её смерти в 1968 году.
В 1953 году Бэнкхед пригласили выступать на сцене в отеле «Sands» в Лас-Вегасе. Ей платили щедрые, по тем временам, $20 000 в неделю, за её выступления, она читала сцены из известных пьес, читала стихи и письма, которые заставляли публику переживать, и даже немного пела. Критики Лас-Вегаса спорили друг с другом, что она провалится, но она произвела фурор, и задержалась в «Sands» на три года.

#### Зависимость, болезнь и статус иконы

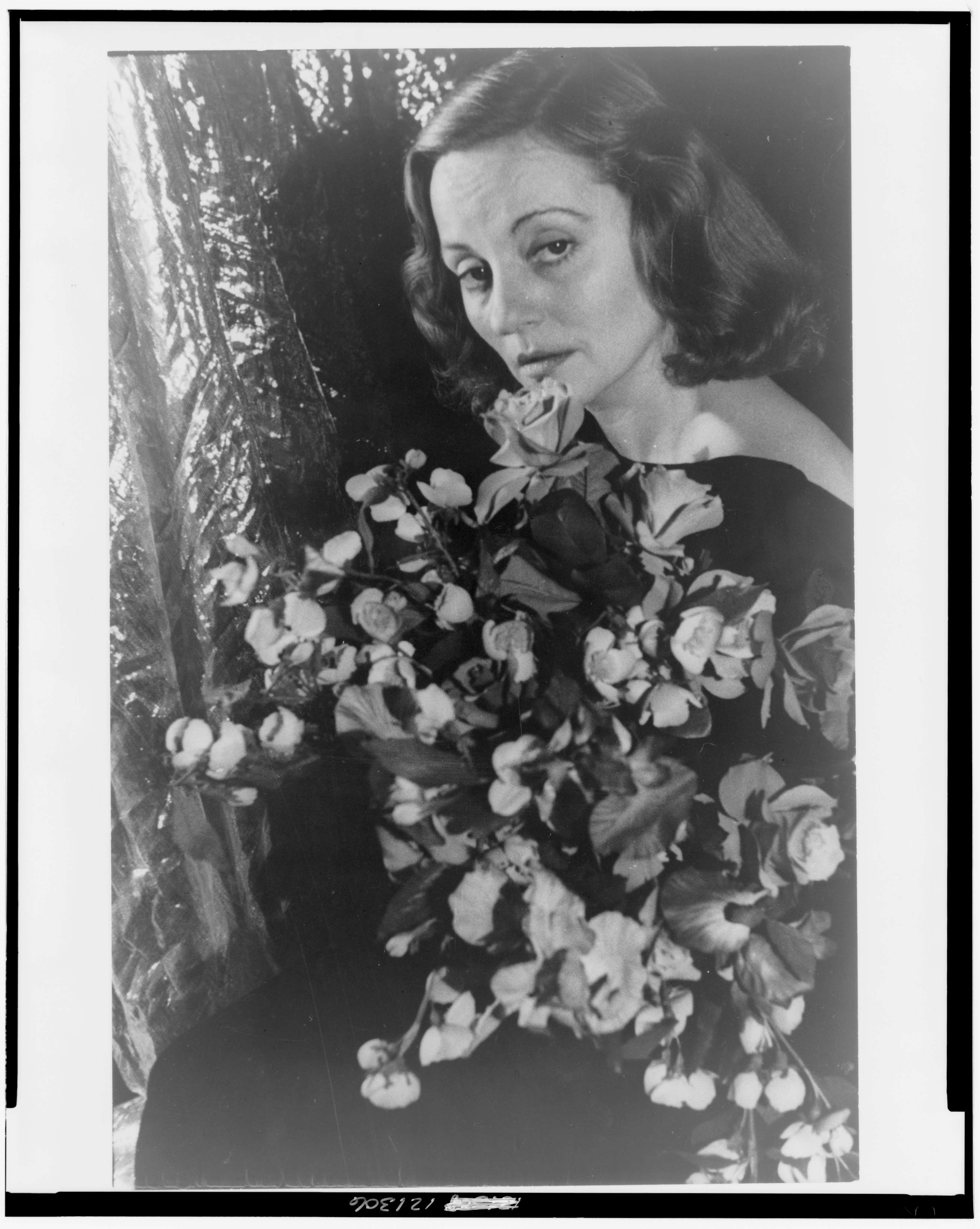
Таллула Бэнкхед в 1934 году. С 1966 года фото являются частью коллекции фотографий Карла Ван Вехтена в Библиотеке Конгресса.

Примерно в это же время Бэнкхед начала общаться с яростными и преданными последователями гомосексуалистов, некоторых из которых она наняла в качестве помощников, когда её образ жизни начал сказываться на её организме, она ласково называла их «мои мальчики». Хотя она долго боролась с зависимостью, её состояние ухудшалось, из-за чего она начала принимать опасные коктейли с наркотическим средствами, чтобы заснуть, а её горничной даже приходилось связывать ей руки, чтобы она не смогла принять таблетки в периоды долгого бодрствования. В более поздние годы Бэнкхед пережила серьёзные несчастные случаи и несколько психотических эпизодов из-за недосыпания и злоупотребления снотворным. Она всегда ненавидела одиночество, и её борьба с ним постепенно переросла в депрессию. В 1956 году, играя в игру «Правда или действие» с Теннесси Уильямсом, она призналась: «Мне 54 года, и я всегда, всегда желаю смерти. Я всегда хотела смерти. Больше мне ничего не нужно».
Самым популярным и, пожалуй, самым запоминающимся появлением Бэнкхед на телевидении было шоу «Час комедии Люси-Деси» 3 декабря 1957 года. Бэнкхед появилась в роли самой себя в эпизоде «Звезда по соседству». Изначально на эту роль рассматривалась Бетт Дэйвис, но ей пришлось отказаться из-за несчастного случая во время верховой езды. Люсиль Болл была поклонницей Бэнкхед и произвела на неё хорошее впечатление. Однако к тому времени, когда съёмки эпизода были закончены Болл и Деси Арнас, были глубоко разочарованы поведением Бэнкхед. Ей требовалось три часа, чтобы «прийти в себя», после её прибытия на съёмочную площадку, и она часто приходила пьяной. Она так же отказывалась слушать режиссёра и не любила репетиции. Болл и Арнас, по-видимому, не знали об антипатии Бэнкхед к репетициям и о её способности быстро запоминать сценарий. После репетиции эпизода съёмки прошли идеально, и Болл поздравила Бэнкхед с её выступлением.

#### Последние годы на сцене
В 1956 году Бэнкхед исполнила роль Бланш Дюбуа (своего прототипа) в возрождении пьесы «Трамвай „Желание“» (1956) Теннесси Уильямса. Уильямс (который был близким другом Бэнкхед) хотел, чтобы Бэнкхед играла и в оригинальной постановке, но та отказалась. Позже сам Теннесси Уильямс называл Бланш, в её исполнении «Худшее, что я видел», обвинив её в том, что она испортила роль, чтобы успокоить поклонников, которые требовали чувственности. Она согласилась с этим вердиктом, в попытке сохранить аудиторию, которую и привлёк её собственный образ. Давая интервью две недели спустя Уильямс признался: «Я не стыжусь сказать, что почти всё время лил слёзы. И когда пьеса была закончена, я бросился к ней и упал на колени к её ногам. Человеческая драма, игра великой доблестной женщины и художественной правды, её собственной правды. Настолько превзошедшей и даже затмившей, на мой взгляд, мою собственную пьесу». Режиссёр так же отметил, что её игра превзошла Джессику Тэнди и Вивьен Ли в этой роли. Однако первым его желанием было закрыть постановку после 15 спектаклей.
Бэнкхед была номинирована на премию «Тони» за роль странной 50-летней матери в пьесе Мэри Чейз «Миджи Первис» (англ. Midgie Purvis) (1961). Эта роль была физически сложной, но она настояла на том, чтобы самой выполнять все трюки, включая скольжение вниз по перилам лестницы. Бэнкхед получила восторженные отзывы, но пьеса подверглась множествам изменений, и ставилась не дольше месяца. Её последней постановкой в театре стала «Молочный поезд здесь больше не останавливается» (англ. The Milk Train Doesn't Stop Here Anymore) (1963), возрождение другой пьесы Уильямса, поставленной режиссёром Тони Ричардсоном. Во время выступления Бэнкхед получила сильный ожог на правой руке, от вспыхнувшей спички, когда она закуривала сигарету, и это усугубилось тем, что в пьесе использовались дорогие ювелирные украшения. Чтобы унять боль Бэнкхед принимала сильные обезболивающие, но от них у неё пересыхало во рту, и большинство критиков замечали, что некоторые фразы актрисы были неразборчивыми. Как и в случае с «Антоний и Клеопатра», худшему спектаклю в её карьере, было показано всего пять постановок в этом несчастливом, для неё, театре.

#### Новые проекты

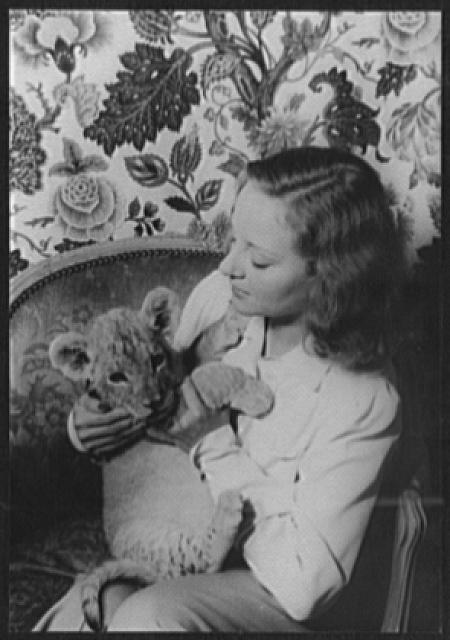
Таллула Бэнкхед и львенок Уинстон Черчилль.

Среди её последних выступлений на радио было интервью на «BBC» «Диски с необитаемого острова» (англ. Desert Island Discs) с Роем Пломли в 1964 году. 62-летняя Бэнкхед, явно испытывающая трудности с дыханием из-за эмфиземы, откровенно рассказала, что будет абсолютно безнадёжной, если окажется на необитаемом острове, признавшись: «Я не могу вставить ключ в дверь, дорогуша. Я не могу сделать обыденные вещи для себя». В интервью с ведущим она также рассказывала о днях свой славы, когда Бэнкхед была самой знаменитой актрисой Лондона 1920-х годов. Позже ведущий вспоминал об это интервью: «Она была очень хрупкой, больной и пожилой женщиной, я был потрясён, увидев какой старой и больной она выглядела, когда я помогал ей выйти из такси. Она приехала в отель в норковом пальто, накинутом поверх пижамы, и тяжело опиралась на мою руку, пока я провожал её к лифту. Её глаза всё ещё были прекрасны, и в её худощавой структуре лица, морщинах, вызванных тяжестью её жизни, все ещё виднелась красота. Её руки дрожали, и когда ей было нужно пойти в туалет, она просила Монику Чэпмен сопровождать её, чтобы помочь с одеждой».
Её последним фильмом был британский фильм ужасов «Фанатик» (1965). В США этот фильм был выпущен под названием «Умри, дорогая!» (англ. Die! Die! My Darling!), Бэнкхед была против этого, думая, что используют её фирменную фразу, но ничего не смогла сделать. Во время частного показа для своих друзей, она извинилась за то, что выглядела «старше Божьей матери» (в фильме она не наносила грим и покрасила волосы в серый цвет, а оператор снимал очень крупные планы, что подчёркивало её возраст и слабость). Этот фильм ужасов, категории B она назвала «куском дерьма», хотя её появление в фильме было высоко оценено критиками, фильм стал культовым, и до сих пор остаётся популярным среди её поклонников. За роль в «Фанатике» ей заплатили $50 000. Её последние появления на телевидении были в марте 1967 года, в роли злодейской Чёрной вдовы в сериале «Бэтмен», и 17 декабря 1967 года, в комедийном сериале «Час комедии братьев Смотерз» в эпизоде «Мата Хари». Она так же появилась на «NBC» в знаменитом шоу «Сегодня вечером», которое вышло 14 мая 1968 года. Она сидела за одним столом с Джо Гараджиола, который заменял отсутствующего Джонни Карсона, она взяла на себя активную роль во время интервью с участниками группы «Битлз» Полом МакКартни и Джоном Ленноном. Как упомянули в том интервью, Джордж Харрисон и Ринго Старр не присутствовали, так как в это время находились в Англии.

## Смерть

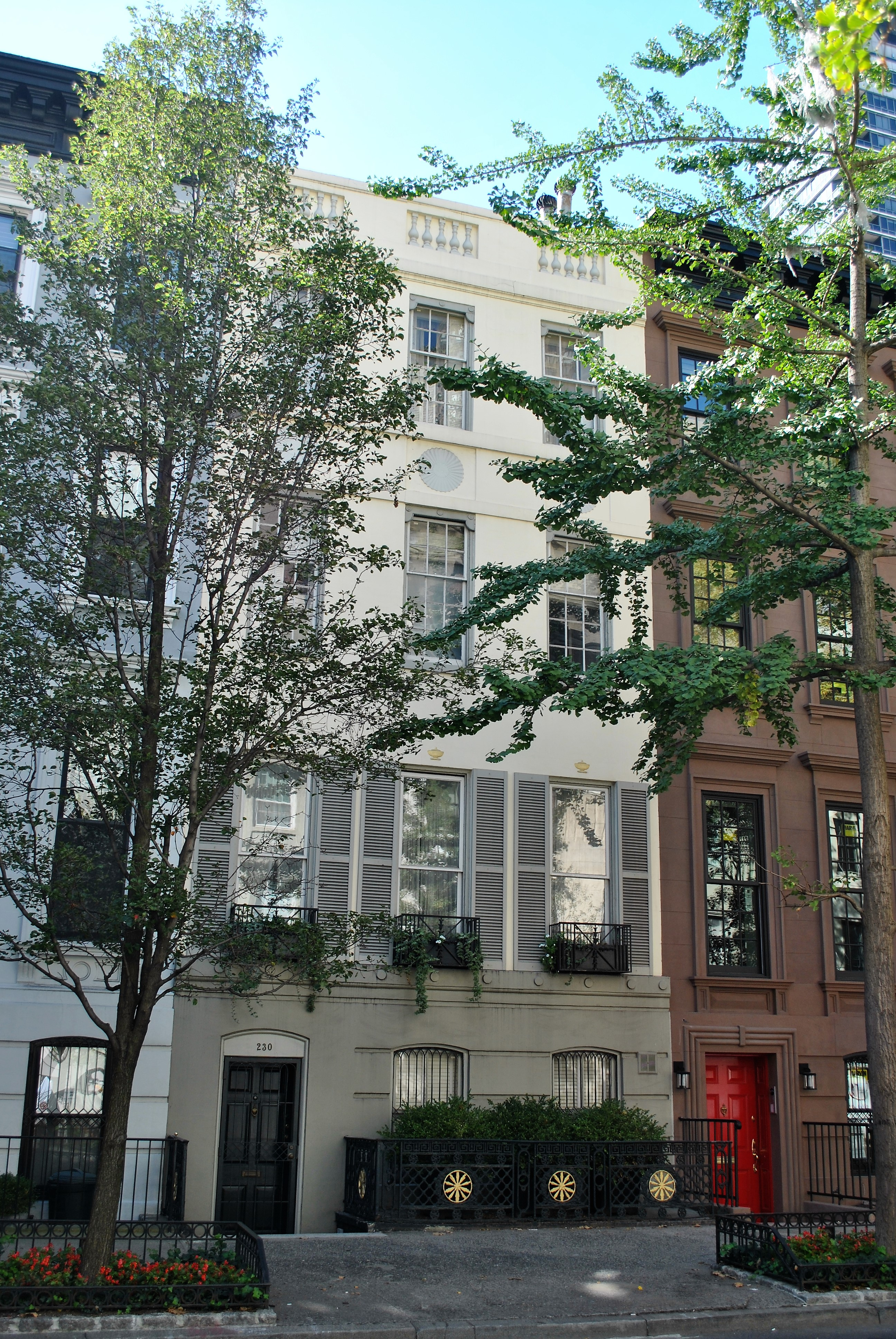
Дом № 230, по Восточной 62-й улице в Нью-Йорке.

В конце 1950-х годов Бэнкхед жила в доме № 230, по Восточной 62-й улице, а затем переехала в кооператив по адресу 333, по Восточной 57-й улице (№ 13-Е).
Таллула Бэнкхед умерла в госпитале Св. Люка в Манхэттене, 12 декабря 1968 года в возрасте 66 лет. Причиной смерти стала плевральная двойная пневмония, осложнённая эмфиземой из-за курения сигарет, недоедания, и возможно, гонконгского гриппа, эпидемия которого была распространена в то время. Её последними связными словами, как сообщалось, была искажённая просьба о «кодеине … бурбоне».
Несмотря на то, что большую часть своей жизни Бэнкхед считала себя бедной, после её смерти осталось состояние размером 2 миллиона долларов.
Закрытые похороны состоялись 14 декабря в епископальной церкви святого Павла в графстве Кент, штат Мерилэнд. Поминальная служба проходила в Епископальной церкви святого Варфоломея в Нью-Йорке 16 декабря. Похоронена она была на кладбище Святого Павла, недалеко от Честертауна, штат Мэриленд, где жила её сестра Евгения.

## Личная жизнь
Бэнкхед была известна не только как актриса, но и своими многочисленными романами, она была привлекательной личностью, и часто говорила остроты, вроде: «Он намного меньше, чем кажется на первый взгляд» и «Я чиста как потаскуха». Она была экстравертом, раскованной, открытой и часто обнажалась на закрытых вечеринках. Она всегда говорила, что живёт одним мгновением.
Бэнкхед была страстной фанаткой бейсбола, её любимой командой были «Гиганты Нью-Йорка». Это было очевидно по одной из её знаменитых цитат, в которой она отдавала дань искусству: «В мире было только два гения, Уилли Мейс и Уилли Шекспир. Но, дорогуша, я думаю тебе лучше поставить Шекспира на первое место». Бэнкхед называла себя приверженкой епископальной церкви, несмотря на то, что не посещала церковь.

### Политическая активность

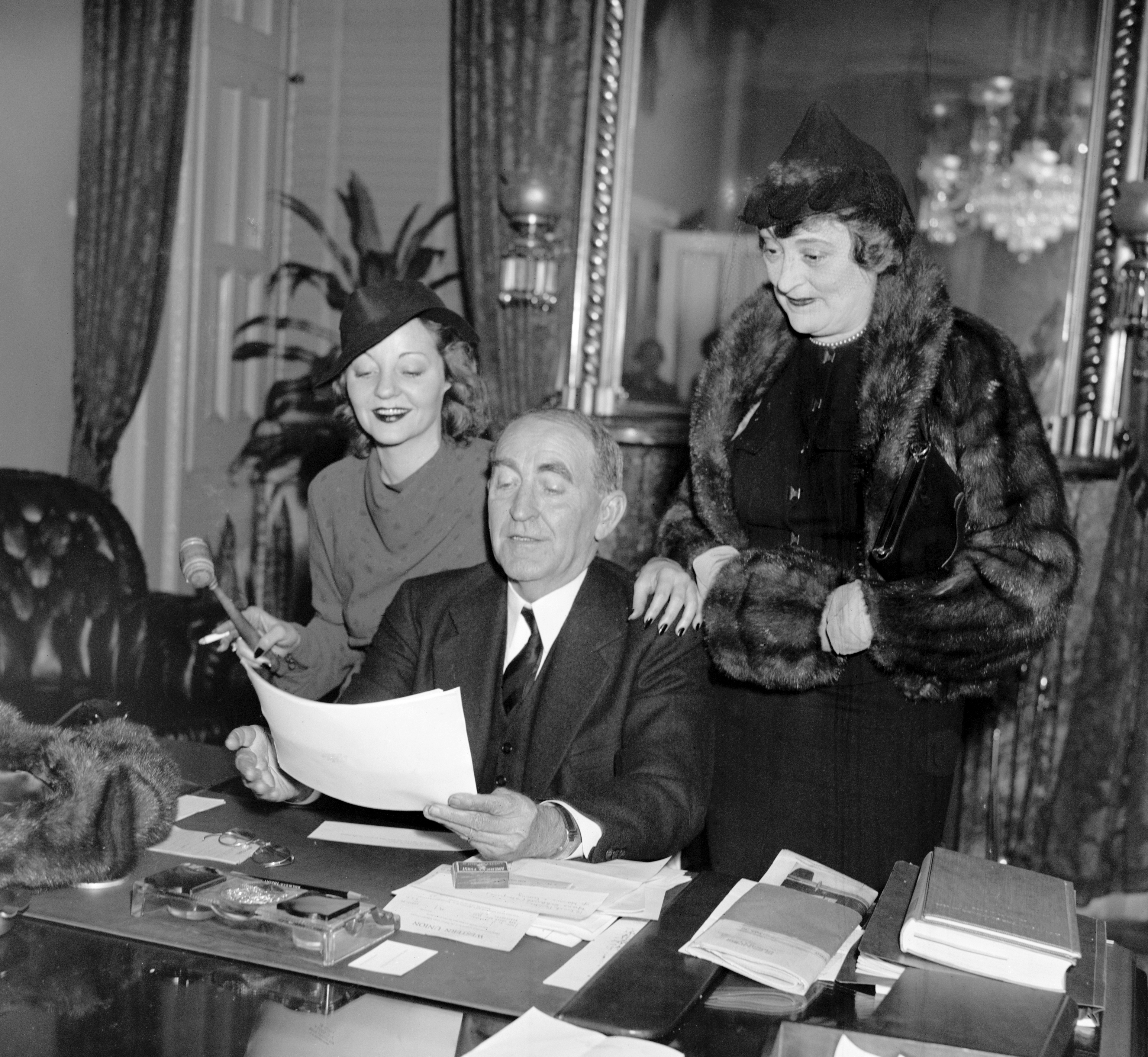
Таллула Бэнкхед с отцом Уильямом и мачехой Флоренс МакГуайр Бэнкхед, в офисе её отца в Вашингтоне, 1937 год.

Как и её семья Бэнкхед была демократом, но более яростным, чем её отец, и она не разделяла взгляды многих южан. Она поддерживала гражданские права, и решительно выступала против расизма и сегрегации. На президентских выборах США в 1924 году, она голосовала за Роберта Лафолетта из Прогрессивной партии, а также за кандидата в президенты от Демократической партии на всех президентских выборах США с 1928 по 1968 гг. Она приезжала в Соединённые Штаты из Соединённого Королевства в 1924 и 1928 годах, чтобы навестить семью и лично проголосовать на выборах.
На президентских выборах 1948 года Бэнкхед поддержала переизбрание Гарри С. Трумэна. В то время Трумэн столкнулся с противодействием не только со стороны Республиканской партии, но и с расколами на левые и правые части в демократических рядах. Бэнкхед приписывают неоценимую помощь Трумэну, в принижении его соперника, губернатора Нью-Йорка и кандидата в президенты от Республиканской партии Томаса Э. Дьюи, поскольку Трумэн несмотря на прогнозы, обошёл Дьюи и выиграл выборы. После избрания Трумэна, Бэнкхед пригласили сидеть рядом с президентом вовремя его инаугурации 20 января 1949 года. Во время инаугурации она освистала флот Южной Каролины, на котором находился их губернатор и сторонник сегрегации Стром Турмонд, который до этого выступал против Трумэна в партии Диксикратов. Он разделял политические взгляды партии на расизм и сегрегацию билетов, которым тогда придерживались большинство южных демократов.
На предварительных выборах демократов и кампаниях в более поздние годы Бэнкхед поддерживала Эстеса Кефовера в 1952 году, Эдлая Стивенсона II в 1956 году, Джона Ф. Кеннеди в 1960 году, Линдона Б. Джонсона в 1964 году и Юджина МакКарти в 1968 году. Бэнкхед быстро переключилась на агитацию за победившего кандидата от демократов, Эдлая Стивенсона II в 1952 году и Хьюберта Хамфри в 1968 году, поскольку её первоначальный выбор не выиграл в голосовании. Бэнкхед являлась близким другом Трумэна, Кефовера и Стивенсона.

### Брак

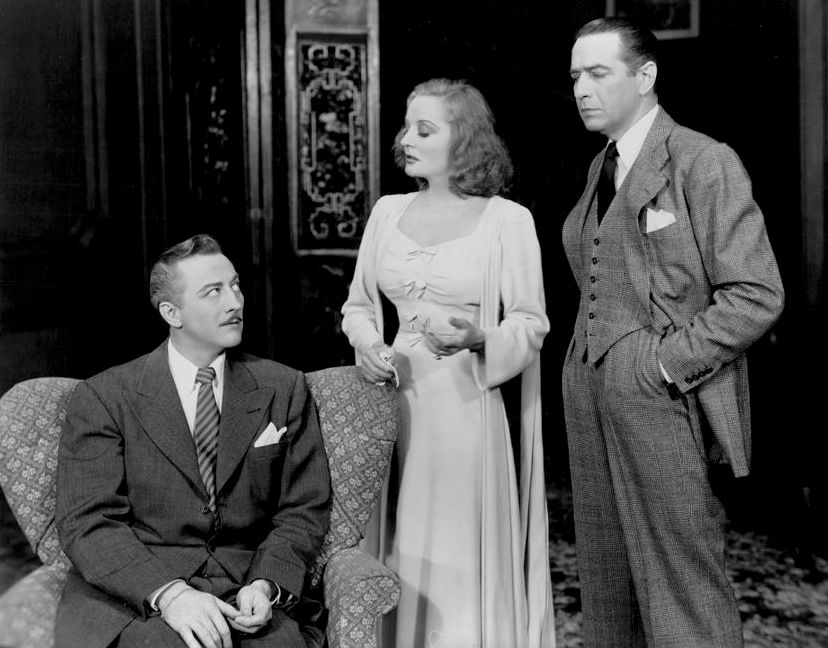
Слева направо: Эмери, Джон (актёр), Таллула Бэнкхед и Кук, Дональд (актёр) в спектакле «Глупая затея» на Бродвее, 1930 год.

Бэнкхед вышла замуж за актёра Джона Эмери 31 августа 1937 года, в доме своего отца в Джаспере, штат Алабама, а в мае 1941 года, в Рино, Штат Невада она подала на развод, окончательно они развелись 13 июня того же года. В день, когда её развод состоялся, она сказала репортёру: «Вы определённо можете цитировать мои слова о том, что повторного брака у меня не будет».
У Бэнкхед не было детей, но у неё было 4 аборта, до того как она сделала гистерэктомию в 1933 году, в возрасте 31 года. Она была крёстной матерью Брука и Брокмана Сивела, детей своей давней подруги Евгении Роулз и её мужа Дональда Сивела.

### Сексуальные деяния
Интервью, которое Бэнкхед дала журналу «Motion Picture» в 1932 году, вызвало резонанс. В этом интервью она открыто рассказывала о своей личной жизни и о своих взглядах на любовь, брак и детей:
Я серьёзно отношусь к любви. Я чертовски серьёзно говорю сейчас … У меня не было отношений уже полгода. Шесть месяцев! Это слишком долго … Если сейчас со мной что-то не так, то это не Голливуд и не его душевное состояние … Дело в том, что мне НУЖЕН МУЖЧИНА! … Шесть месяцев — это очень долго. Я ХОЧУ МУЖЧИНУ!
«Time» напечатал об этом статью, разозлив семью Бэнкхед. Таллула немедленно телеграфировала отцу, пообещав никогда больше не общаться с репортёрами из журналов. За эти и другие бесцеремонные замечания Бэнкхед попала в «Книгу судьбы» кодекса Хейса, в списке из 150 актёров и актрис, считающихся «неподходящими для публики», который был представлен студиям. Бэнкхед была на самом верху списка с пометкой: «Словесная и моральная распущенность». После этого она публично назвала Хейса «маленьким придурком».
После публикации отчетов Кинси она однажды сказала: «Я не нашла никаких сюрпризов в отчете Кинси. Медицинские записи хорошего врача были для меня привычными … У меня было много мимолётных любовных связей. Многие из этих импровизированных романов достигли кульминации в манере, которую обычно не одобряют. Я опущу подробности. Я презираю любое понятие об их постоянстве. Я забываю дрожь, вызванную ими, когда у меня появляется новый интерес».
В 1933 году Бэнкхед чуть не умерла во время пятичасовой экстренной гистерэктомии из-за венерической болезни. На момент выписки из больницы она весила 70 фунтов (32 кг), но она стоически сказала своему врачу: «Не думайте, что это было для меня уроком!»
Тогда же у неё был роман с художником Рэксом Уистлером, который, по словам, её биографа Анны Томассон, потерял с ней невинность в возрасте 29 лет. Предлагая ему то, что Томассон назвала «несложным ускоренным курсом секса», гламурную и харизматичную Бэнкхед привлёк «инстинктивно покорный Рэкс». Однажды днём в начале 1934 года друг Бэнкхед, Дэвид Герберт, зашёл к ней в номер отеля «Сплендид» на Пикадилли, и горничная сообщила ему, что «мисс Бэнкхед принимает ванну с мистером Рэксом Уистлером». Услышав голос Герберта из холла, Бэнкхед, как сообщалось, крикнула из ванной «Я просто пытаюсь показать Рэксу, что я определённо блондинка!»
Слухи о сексуальной ориентации Бэнкхед ходили много лет. Помимо множества мужчин, с которыми её связывали романтические отношения, у неё также были связи со многими известными женщинами того времени, включая Грету Гарбо, Марлен Дитрих, Хэтти МакДэниел, Беатрис Лилли, Аллу Назимову, Блит Дейли, писательниц Мерседес Де Акоста и Ева Ле Гальенн, а также певицу Билли Холидей. Актриса Пэтси Келли подтвердила, что у неё была сексуальная связь с Бэнкхед, когда она работала у неё личным помощником. Джон Груэн в своей биографии «Менотти: Биография» (англ. Menotti: A Biography) рассказывает об инциденте, в котором Джейн Боулз преследовала Бэнкхед в поместье Каприкорн, принадлежавшем Джанкарло Менотти и Сэмюэлу Барберу, в деревне Маунт-Киско, настаивая на том, что Бэнкхед должна сыграть лесбиянку по имени Инес в пьесе Жан-Поля Сартра «Нет выхода» (англ. No Exit) (которую недавно перевёл Пол Боулз). Бэнкхед заперлась в ванной и повторяла: «Это лесбиянка! Я не хочу ничего об этом знать!»
Бэнкхед никогда публично не использовала термин «бисексуальная» в отношении себя, предпочитая вместо этого использовать термин «амбисексуальная».

## Фильмография

### На Бродвее

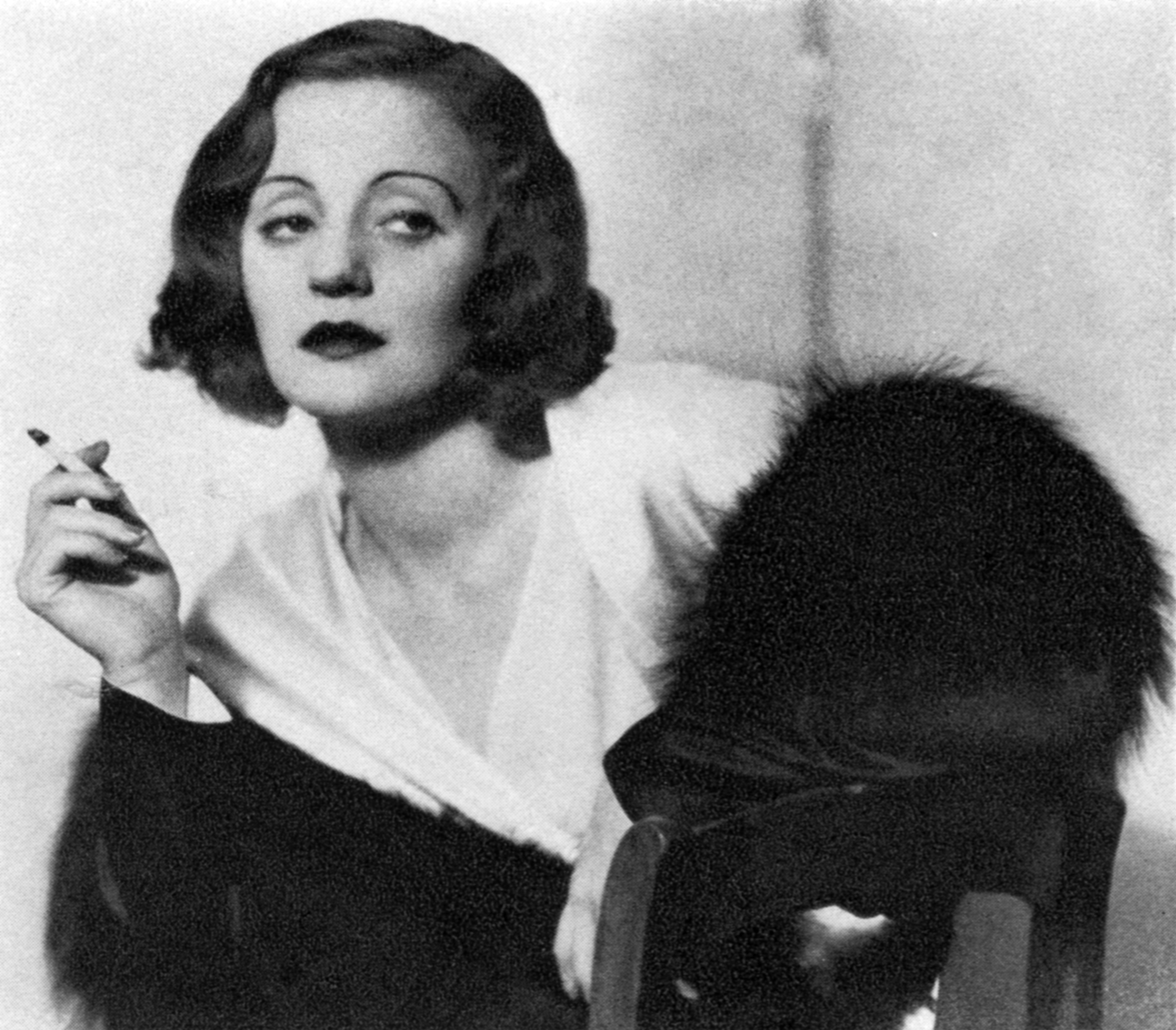
Таллула Бэнкхед в бродвейской постановке «Темная победа», 1934 год

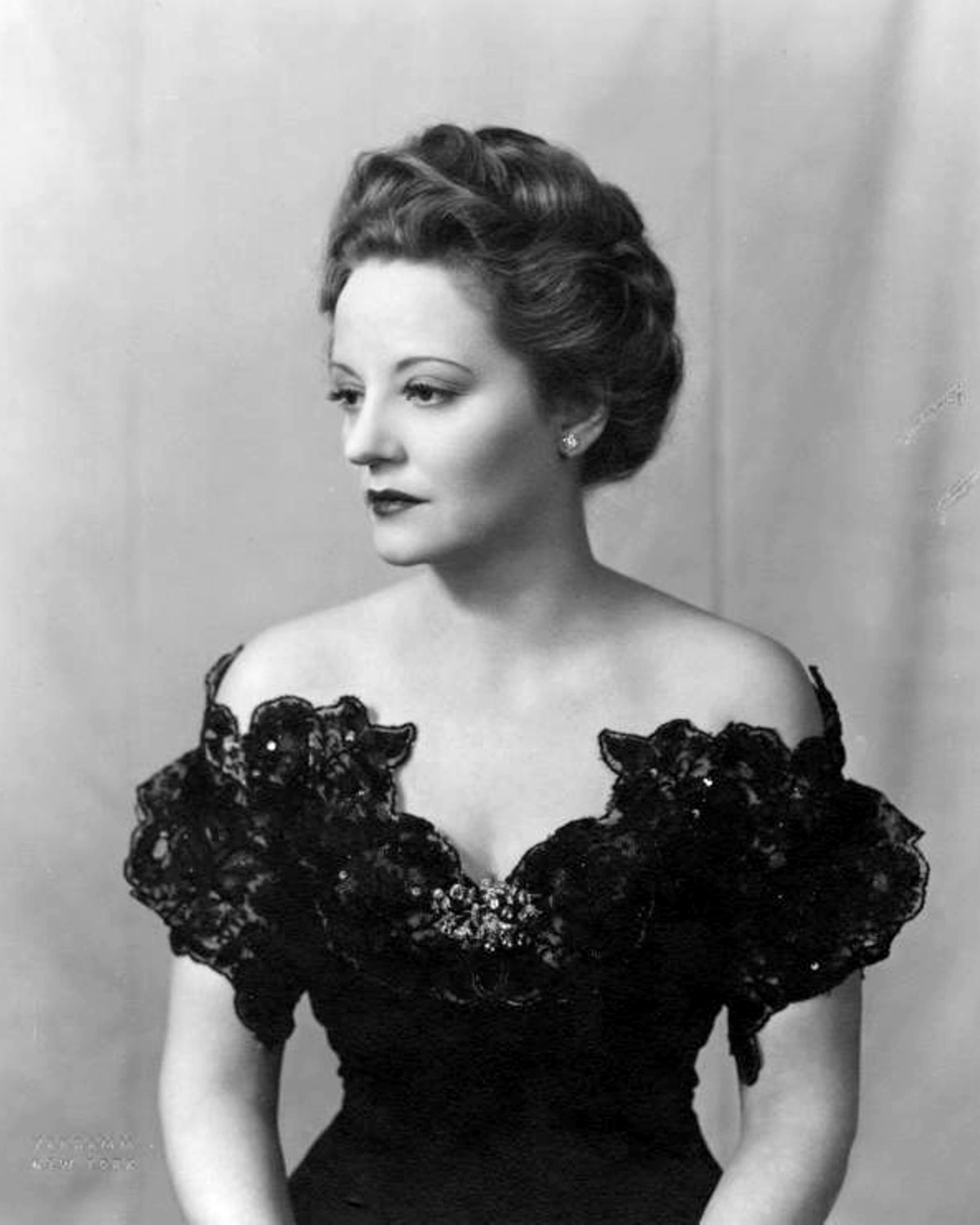
Таллула Бэнкхед в роли Реджины Гидденс в постановке «Маленькие лисички» (1939)

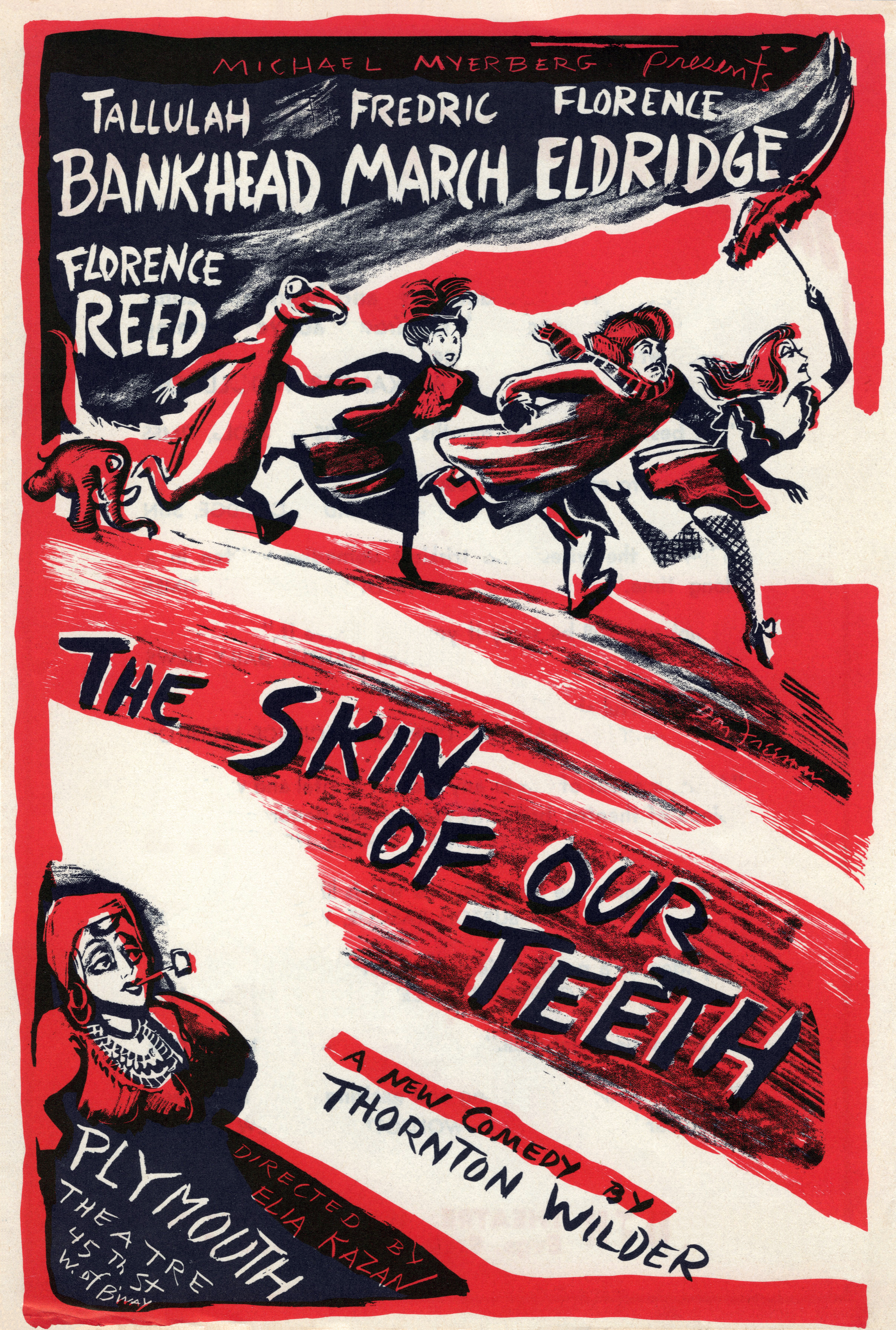
Афиша бродвейской постановки «Кожа наших зубов». Работа художника Дона Фримена

| На Бродвее                        | На Бродвее                                     | На Бродвее                               | На Бродвее                                             | На Бродвее                                                                               |
| Дата                              | Русское название                               | Оригинальное название                    | Роль                                                   | Примечание                                                                               |
| --------------------------------- | ---------------------------------------------- | ---------------------------------------- | ------------------------------------------------------ | ---------------------------------------------------------------------------------------- |
| 13 марта — апрель 1918            | Голубиная ферма                                | The Squab Farm                           |                                                        |                                                                                          |
| 10 мая — июнь 1920                | Независимые                                    | Footloose                                | Роуз де Бриссак (Rose de Brissac)                      |                                                                                          |
| 2 марта — июнь 1921               | Милые люди                                     | Nice People                              | Хэйлли Ливингстон (Hallie Livingston)                  |                                                                                          |
| 16 ноября 1921 — январь 1922      | Повседневно                                    | Everyday                                 | Филлис Нолан (Phyllis Nolan)                           |                                                                                          |
| 22 сентября — октябрь 1922        | Возбудители                                    | The Exciters                             | «Руфус» Рэнд («Rufus» Rand)                            |                                                                                          |
| 1 марта — июнь 1933               | Отвергая остальных                             | Forsaking All Others                     | Мэри Клэй (Mary Clay)                                  |                                                                                          |
| 7 ноября — декабрь 1934           | Тёмная победа                                  | Dark Victory                             | Джудит Трэйхирн (Judith Traherne)                      |                                                                                          |
| 12 февраля — март 1935            | Дождь                                          | Rain                                     | Сэди Томпсон (Sadie Thompson)                          | Пьеса восстановлена                                                                      |
| 29 апреля — июль 1935             | Что-то зажигательное                           | Something Gay                            | Монсия Грэй (Moncia Grey)                              |                                                                                          |
| 21 сентября 1936 — январь 1937    | Отражение славы                                | Reflected Glory                          | Мисс Флуд (Miss Flood)                                 |                                                                                          |
| 10 ноября 1936—1937               | Антоний и Клеопатра                            | Antony and Cleopatra                     | Клеопатра (Cleopatra)                                  | Пьеса восстановлена                                                                      |
| 18 апреля — июнь 1938             | Круг                                           | The Circle                               | Элизабет (Elizabeth)                                   | Пьеса восстановлена                                                                      |
| 15 февраля 1939 — 3 февраля 1940  | Маленькие лисички                              | The Little Foxes                         | Реджина Гидденс (Regina Giddens)                       | Премия «Variety» за Лучшую женскую роль года                                             |
| 27 декабря 1941 — 7 февраля 1942  | Стычка в ночи                                  | Clash by Night                           | Мэй Виленски (Mae Wilenski)                            |                                                                                          |
| 18 ноября 1942 — 25 сентября 1943 | Кожа наших зубов                               | The Skin of Our Teeth                    | Сабина (Sabina)                                        | Премия Нью-Йоркских драматургических критиков, и премия «Variety» за Лучшую женскую роль |
| 13 марта — 9 июня 1945            | Глупая затея                                   | Foolish Notion                           | Софи Ванг (Sophie Wang)                                |                                                                                          |
| 19 марта — 12 апреля 1947         | У орла две головы                              | The Eagle Has Two Heads                  | Королева (The Queen)                                   | Оригинальное название: «L’Aigle à deux têtes»                                            |
| 4 октября 1948 — 7 мая 1949       | Частная жизнь                                  | Private Lives                            | Аманда Принн (Amanda Prynne)                           | Пьеса восстановлена                                                                      |
| 15 сентября 1954 — 29 января 1955 | Дорогой Чарльз                                 | Dear Charles                             | Долорес (Dolores)                                      |                                                                                          |
| 15-26 февраля 1956                | Трамвай «Желание»                              | A Streetcar Named Desire                 | Бланш дю Буа (Blanche Du Bois)                         |                                                                                          |
| 30 января — 9 февраля 1957        | Евгения                                        | Eugenia                                  | Евгения, баронесса Мюнстер (Eugenia, Baroness Munster) |                                                                                          |
| 1-18 февраля 1961                 | Миджи Первис                                   | Midgie Purvis                            | Миджи Первис (Midgie Purvis)                           | Номинация: Премия «Тони» за Лучшую женскую роль в пьесе                                  |
| 1 января 1963—1964                | Молочный поезд здесь больше не останавливается | The Milk Train Doesn’t Stop Here Anymore | Миссис Гофорт (Mrs. Goforth)                           | Пьеса восстановлена                                                                      |

### В кино

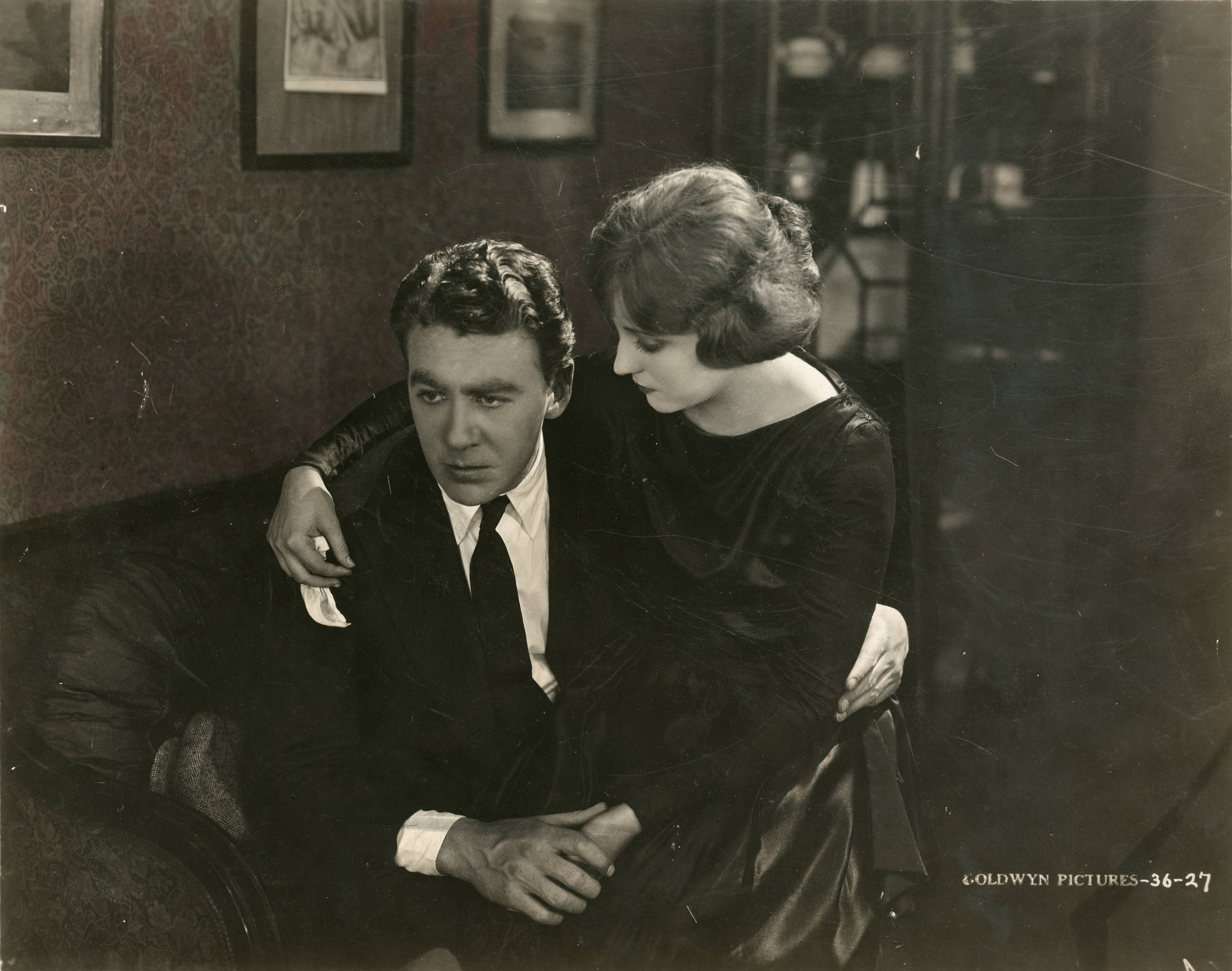
Таллула Бэнкхед и Мур, Том (актёр), кадр из фильма «Тридцатка в неделю» (1918)

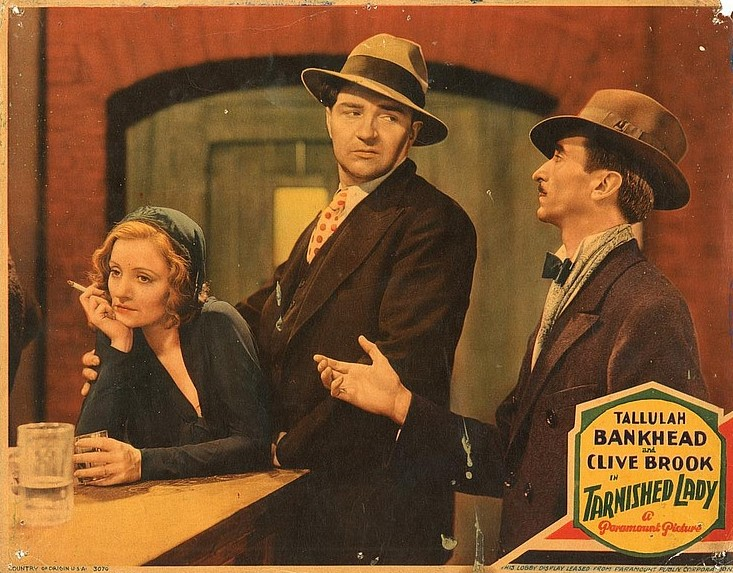
Лобби-карта фильма «Опороченная» (1931). (Слева направо: Таллула Бэнкхед, Гарган, Эдвард и Осгуд Перкинс)

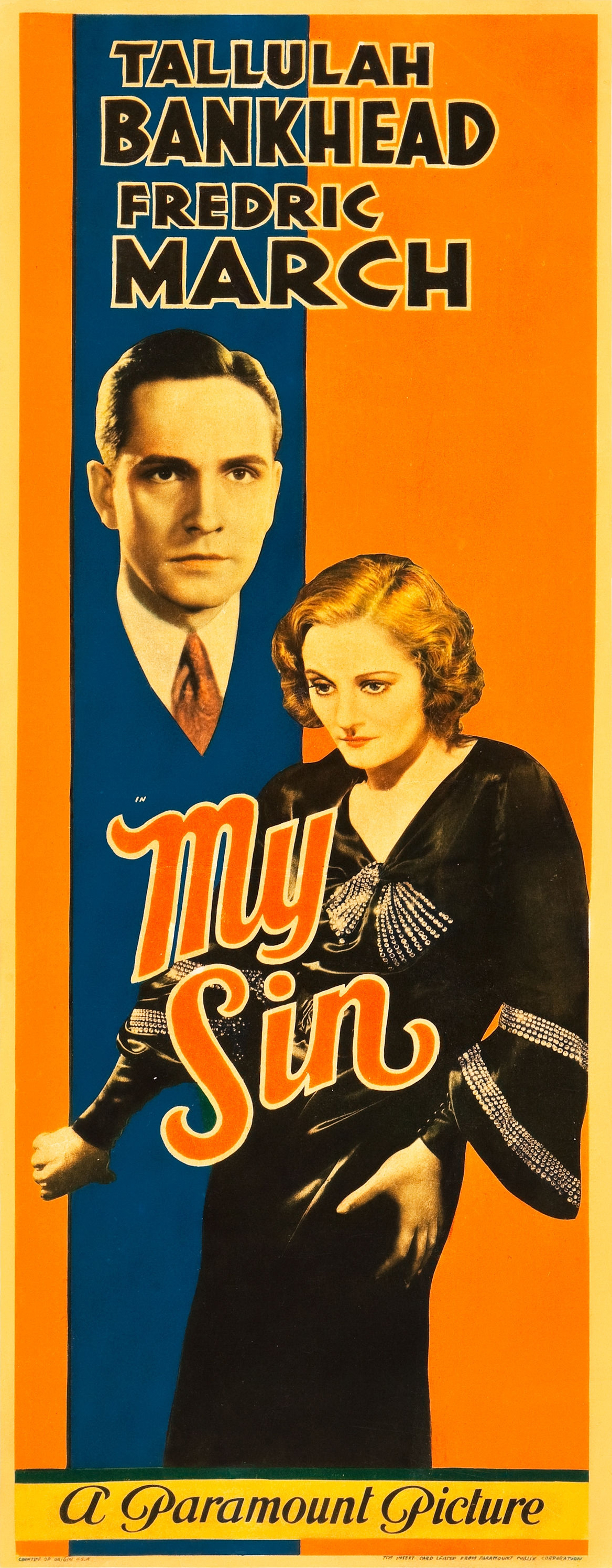
Постер фильма «Мой грех» (1931)

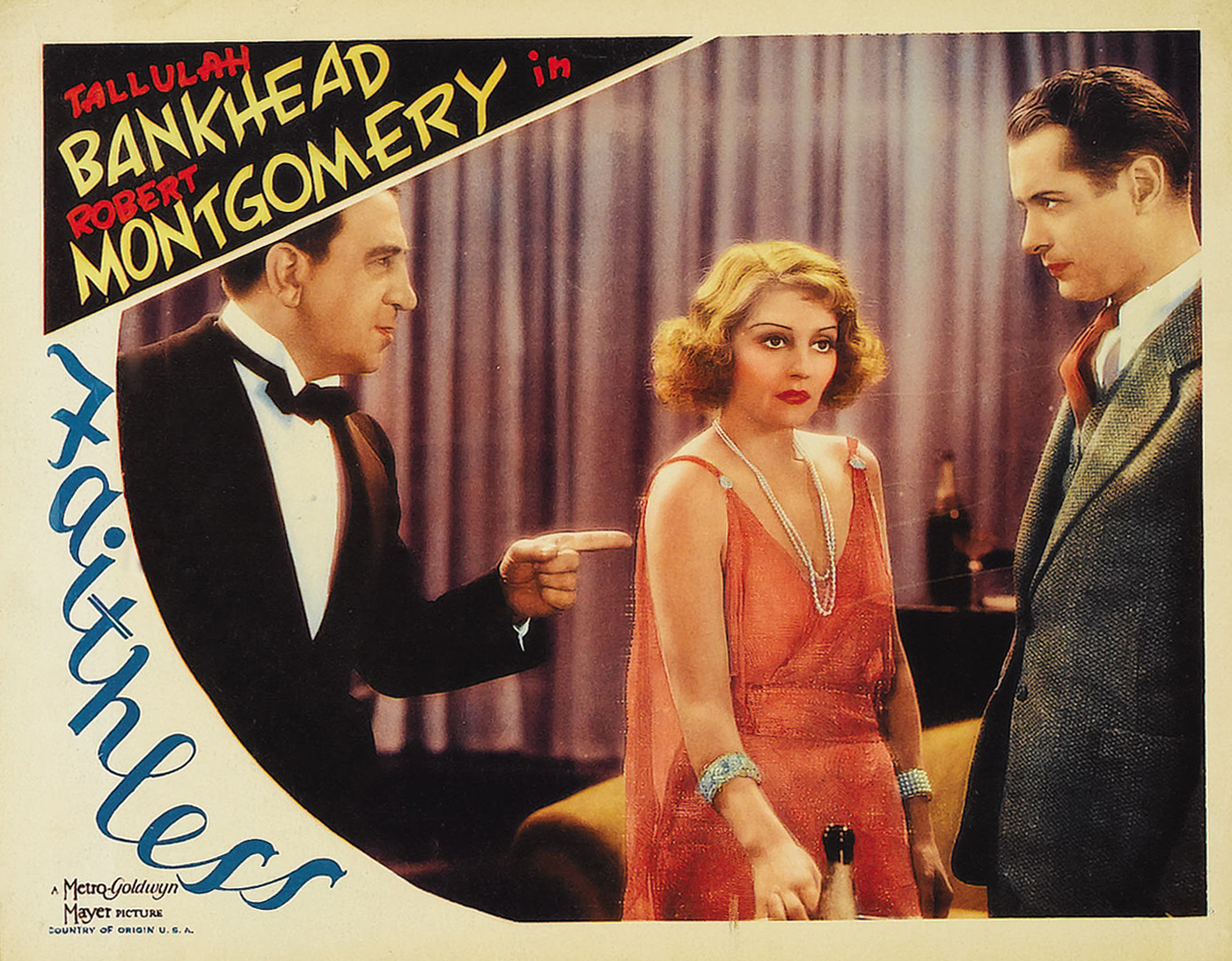
Лобби-карта фильма «Недоверие» (1932)

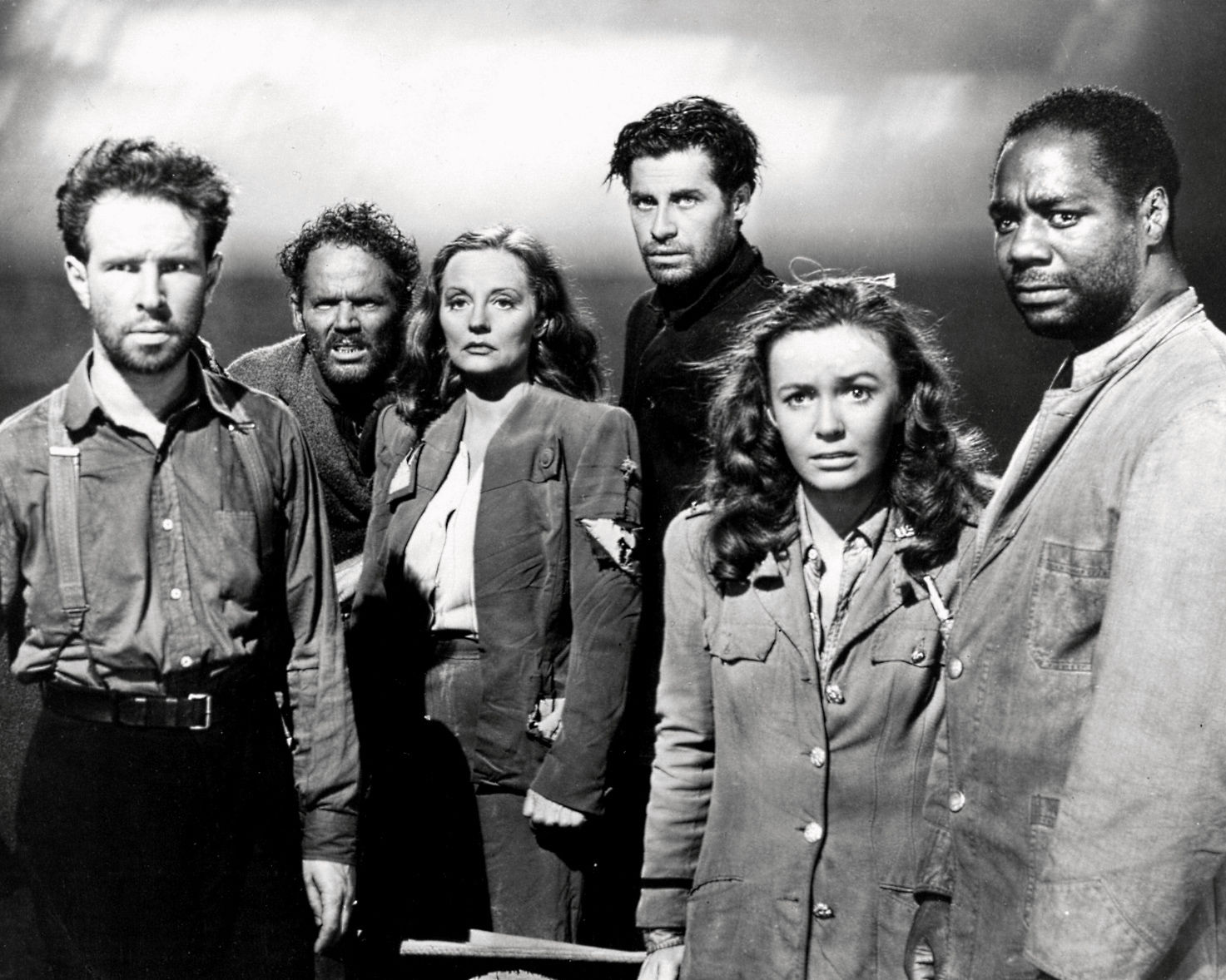
Кадр из фильма «Спасательная шлюпка» (1944). (Слева направо: Хьюм Кронин, Халл, Генри, Таллула Бэнкхед, Джон Ходяк, Мэри Андерсон и Ли, Канада

| В кино | В кино                          | В кино                        | В кино                                              | В кино                                                                         |
| Год    | Русское название                | Оригинальное название         | Роль                                                | Примечание                                                                     |
| ------ | ------------------------------- | ----------------------------- | --------------------------------------------------- | ------------------------------------------------------------------------------ |
| 1918   | Кто любил его лучше?            | Who Loved Him Best?           | Нелл (Nell)                                         | Альтернативное название: «Его вдохновение» (англ. His Inspiration)             |
| 1918   | Когда мужчины изменяют          | When Men Betray               | Элис Эдвардс (Alice Edwards)                        | В титрах не указана                                                            |
| 1918   | Тридцатка в неделю              | Thirty a Week                 | Барбара Райт (Barbara Wright)                       | В титрах не указана                                                            |
| 1919   | Ловушка                         | The Trap                      | Хелен Карсон (Helen Carson)                         | Альтернативное название (Великобритания): «Права женщин» (англ. A Woman's Law) |
| 1928   | Его дом в порядке               | His House in Order            | Нина Грэм (Nina Graham)                             | Фильм утерян                                                                   |
| 1931   | Опороченная                     | Tarnished Lady                | Нэнси Кортни (Nancy Courtney)                       |                                                                                |
| 1931   | Обман                           | The Cheat                     | Эльза Карлайл (Elsa Carlyle)                        |                                                                                |
| 1931   | Мой грех                        | My Sin                        | Карлотта/Энн Тревор (Carlotta/Ann Trevor)           |                                                                                |
| 1932   | Гром внизу                      | Thunder Below                 | Сьюзан (Susan)                                      |                                                                                |
| 1932   | Сделай меня звездой             | Make Me a Star                | Играет саму себя                                    | В титрах не указана                                                            |
| 1932   | Дьявол и глубина                | Devil and the Deep            | Дайана Старм (Diana Sturm)                          |                                                                                |
| 1932   | Недоверие                       | Faithless                     | Кэрол Морган (Carol Morgan)                         |                                                                                |
| 1933   | Голливуд на параде №А-6         | Hollywood on Parade No. A-6   | Играет саму себя                                    |                                                                                |
| 1943   | Солдатский клуб                 | Stage Door Canteen            | Играет саму себя                                    |                                                                                |
| 1944   | Спасательная шлюпка             | Lifeboat                      | Констанс «Конни» Портер (Constance «Connie» Porter) |                                                                                |
| 1945   | Королевский скандал             | A Royal Scandal               | Екатерина II (Catherine the Great)                  |                                                                                |
| 1953   | Главная улица к Бродвею         | Main Street to Broadway       | Играет саму себя                                    |                                                                                |
| 1959   | Мальчик у которого был слонёнок | The Boy Who Owned a Melephant | Рассказчик                                          | Короткометражный фильм                                                         |
| 1965   | Фанатик                         | Fanatic                       | Миссис Трефойл (Mrs. Trefoile)                      |                                                                                |
| 1966   | Дневной мечтатель               | The Daydreamer                | Морская ведьма (The Sea Witch)                      | Озвучка                                                                        |

### На телевидении
| На телевидении | На телевидении              | На телевидении                    | На телевидении                     | На телевидении                |
| Год            | Русское название            | Оригинальное название             | Роль                               | Примечание                    |
| -------------- | --------------------------- | --------------------------------- | ---------------------------------- | ----------------------------- |
| 1952-1953      | Звёздное ревю               | All Star Revue                    | Играет саму себя                   | 7 эпизодов                    |
| 1953           | Шоу Бьюик-Берл              | The Buick-Berle Show              | Играет саму себя                   | 2 эпизода                     |
| 1954           | Час комедии от Колгейт      | The Colgate Comedy Hour           | Играет саму себя                   | Эпизод № 4.19                 |
| 1954-1962      | Час «Юнайтед Стейтс Стил»   | The United States Steel Hour      | Гедда Габлер (Hedda Gabler)        | 2 эпизода                     |
| 1955           | Шоу Марты Рэй               | The Martha Raye Show              | Играет саму себя                   | 1 эпизод                      |
| 1957           | Театр звёзд Шлица           | Schlitz Playhouse of Stars        |                                    | Эпизод: «Открытая карта»      |
| 1957           | Театр «Дженерал Электрик»   | General Electric Theater          | Кэтрин Белмонт (Katherine Belmont) | Эпизод: «Глаза незнакомца»    |
| 1957           | Час Комедии Люси-Деcи       | The Lucy-Desi Comedy Hour         | Играет саму себя                   | Эпизод: «Звезда по соседству» |
| 1965           | Шоу Рэда Скелтона           | The Red Skelton Show              | Мадам Аромат (Mme. Fragrant)       | Эпизод: «Дурак на все руки»   |
| 1967           | Бэтмен                      | Batman                            | Чёрная вдова (Black Widow)         | 2 эпизода                     |
| 1967           | Час комедии братьев Смотерз | The Smothers Brothers Comedy Hour |                                    | Эпизод: «Мата Хари»           |

### На радио
| На радио  | На радио                           | На радио                       | На радио                                                     | На радио |
| Год       | Название программы                 | Оригинальное название          | Программа                                                    |          |
| --------- | ---------------------------------- | ------------------------------ | ------------------------------------------------------------ | -------- |
| 1934      | Шоу Руди Валле                     | The Rudy Vallee Show           | О делах Анатолия (англ. The Affairs of Anatol)               |          |
| 1934      | Люкс-радио театр                   | Lux Radio Theatre              | Пусть будет по-горячее (англ. Let Us Be Gay)                 |          |
| 1937      | Театр Кинорежиссёров               | Screen Directors Playhouse     | Двенадцатая ночь (англ. Twelfth Night)                       |          |
| 1939      | Программа Нью-Йоркских драматургов | New York Drama Critics' Circle | Маленькие лисички (англ. The Little Foxes)                   |          |
| 1942      | Театр Филипа Морриса               | Philip Morris Playhouse        | Маленькие лисички (англ. The Little Foxes)                   |          |
| 1943      | Радио Ридерз Дайджест              | Radio Reader’s Digest          | Непотопляемая миссис Браун (англ. The Unsinkable Mrs. Brown) |          |
| 1943-1944 | Служебный вход в буфет             | Stage Door Canteen             | Разные программы                                             |          |
| 1950      | Театр Кинорежиссёров               | Screen Directors Playhouse     | Спасательная шлюпка (англ. Lifeboat)                         |          |
| 1950-1952 | Большое шоу                        | The Big Show                   |                                                              |          |

## Наследие
Таллула Бэнкхед считается одной из величайших актрис XX века, прославившейся своим природным красноречием и динамикой. Она преуспела как в серьёзных, так и в комедийных ролях, и на протяжении более двух десятилетий она была одной из самых знаменитых актрис Бродвея и лондонского Вэст-Энда, получив высшую степень «возможно, величайшая актриса, которую когда-либо создавала эта страна». По большей части Бэнкхед хвалили даже за её неудачные роли, а критики считали её редким и уникальным талантом. На пике карьеры она была «живой легендой», самой оригинальной и ведущей актрисой Бродвея. Её эксцентричный характер был скорее преимуществом, чем помехой в её карьере, поскольку годы разгульной жизни брали своё, её широко освещённая и часто скандальная личная жизнь начала подрывать её репутацию потрясающей актрисы. Её стиль жизни, который когда-то подпитывал её, чуть не погубил её. Худшие стороны её характера, которые были расценены её поклонниками как достоинства, и из-за этого на протяжении большей части своей карьеры, она была лишь карикатурой на саму себя. В её некрологах писали то, как далеко она ушла от своего былого величия, а-ля Джон Берримор. Критик Брукс Эткинсон был более откровенен: «Поскольку мисс Бэнкед жила как она хотела, нет смысла сожалеть о потере талантливой актрисы». Однако образ жизни, погубивший её карьеру, сделал её невероятно популярной иконой в театральных кругах, и особенно в гей-сообществах. Десятилетия постоянного интереса к Бэнкхед в конечном итоге реализовалось в новой признательности за её работу.

### Награды и почести

Звезда Таллулы Бэнкхед на Аллее славы кинозвезд Алабамы перед Алабамским театром, Бирмингем, штат Алабама.

Среди наград Бэнкхед была премия драматических критиков Нью-Йорка за лучшую роль актрисы в «Кожа наших зубов», а также премия «Варьете» за роли в постановках «Маленькие лисички» и «Кожа наших зубов». Она так же была номинирована на премию «Тони» за роль в постановке «Миджи Первис» и получила премию кинокритиков Нью-Йорка «Лучшая женская роль» за работу в фильме «Спасательная шлюпка». Бэнкхед была первой белой женщиной появившаяся на обложке журнала «Ebony», а также одной из немногих актрис и единственной театральной актрисой, которая появилась на обложках «Time» и «Life». В 1928 году она была названа одной из 10 самых выдающихся женщин Лондона. В законодательном собрании штата Алабамы была принята резолюция в честь её достижений. Бэнкхед (посмертно) одной из первых была введена в «Зал Славы американского театра» после его создания в 1972 году.
Дань уважения Таллуле Бэнкхед была проведена «Альянсом искусств округа Уокер» в её родном городе Джаспер, штат Алабама с 11 по 15 июня 2015 года. Аналогичная дань была проведена в течение недели в Университете Алабамы в Бигмингеме в ноябре 1977 года.
За свой вклад в развитие киноиндустрии Бэнкхед получила звезду на Голливудской «Аллее славы», она находится на Голливудском бульваре, её номер — 6141.
| Год  | Категория                                                                         | Номинированная работа            | Результат |
| ---- | --------------------------------------------------------------------------------- | -------------------------------- | --------- |
| 1928 | Десять самых выдающихся женщин Лондона                                            | -                                | Победа    |
| 1939 | Премия «Variety» за Лучшую женскую роль года                                      | «Маленькие лисички»              | Победа    |
| 1942 | Премия Нью-Йоркских драматургических критиков за Лучшую женскую роль в постановке | «Кожа наших зубов»               | Победа    |
| 1942 | Премия «Variety» за Лучшую женскую роль года                                      | «Кожа наших зубов»               | Победа    |
| 1944 | Премия Круга кинокритиков Нью-Йорка за лучшую женскую роль                        | «Спасательная шлюпка»            | Победа    |
| 1950 | Женищна года на радио                                                             | «Большое шоу»                    | Победа    |
| 1960 | Звезда на Голливудской «Аллее славы» — 6141                                       | За вклад в развитие киноидустрии | Победа    |
| 1961 | Премия «Тони» за Лучшую женскую роль в пьесе                                      | «Миджи Первис»                   | Номинация |
| 1972 | Зал славы американского театра                                                    | За выдающиеся достижения         | Победа    |

### В театре

Бэнкхед и художник Огастес Джон возле её портрета, 1929 год.

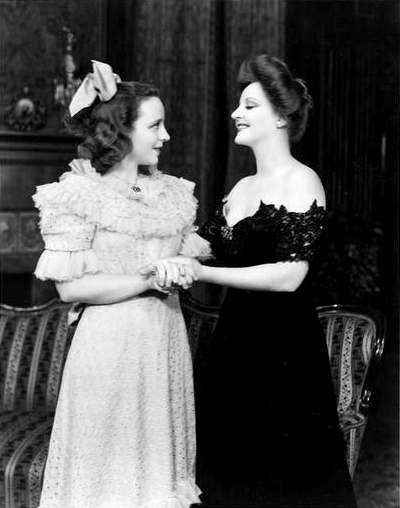
Бэнкхед со своей подругой Роулз, Евгения в постановке «Маленькие лисички».

Наибольшую популярность Бэнкхед принесли две классические роли: Реджина — в пьесе «Маленькие лисички» и Сабина — в пьесе «Кожа наших зубов» Торнтона Уайлдера. в Отеле «Алгонкин» она произвела впечатление на таких драматургов как Зои Экинс и Рэйчел Крозерс. Позже Крозерс написала пьесу «Каждый день для Бэнкхед», а Эйкинс по образу Бэнкхед написала персонажа Еву Лавлейс в пьесе «Утренняя слава». Так же она подружилась с Теннеси Уильямсом, который сразу же был поражён встречей с ней, назвав её «фантастическим результатом скрещивания бабочки и тигрицы». Уильямс написал для неё четыре роли: Майры Томас — в «Битва ангелов» (англ. The Battle of Angels), Бланш ДюБуа — в «Трамвай „Желание“» (англ. A Streetcar Named Desire), принцессы Космонополис — в «Сладкая птица юности» (англ. Sweet Bird of Youth) и Флоры Гофорт — в «Молочный поезд здесь больше не останавливается» (англ. The Milk Train Doesn't Stop Here Anymore). В песне «Off the Record» из мюзикла 1937 года «Я бы предпочел быть правым», есть строчка: «Я не очень люблю Бенкхед, но я бы познакомился с Таллулой». Театр «Бэнкхед» (Ливерморский центр исполнительских искусств) является её тёзкой.

### В искусстве
Коллекция из 50 портретов Бэнкхед в годы её пребывания в Лондоне хранится в Национальной портретной галерее Соединённого Королевства. В 1929 году художник Огастес Джон написал её портрет, который сейчас считается одним из его величайших произведений. Фрэнк Добсон также слепил бюст Бэнкхед в период её лондонской карьеры. В Библиотеке Конгресса хранятся многочисленные работы Бэнкхед.

### Биографии
| Год  | Название                                                                                                  | Автор                   | Издательство                         |
| ---- | --- | ----------------------- | ------------------------------------ |
| 1952 | «Таллула: Моя Автобиография» (англ. Tallulah: My Autobiography)                                           | Таллула Бэнкхед         | Harper & Bros.                       |
| 1972 | «Таллула» (англ. Tallulah)                                                                                | Брендан Гилл            | Holt, London: Rinehart & Winston     |
| 1972 | «Мисс Таллула Бэнкхед» (англ. Miss Tallulah Bankhead)                                                     | Ли Израель              | New York: Putnam Pub Group           |
| 1973 | «Таллула: Любимица богов» (англ. Tallulah: Darling of the Gods)                                           | Киран Танни             | New York: Dutton                     |
| 1979 | «Таллула, Воспоминания» (англ. Tallulah, A Memory)                                                        | Евгения Роулз           | University of Alabama Press          |
| 1980 | «Таллула, дорогая: Биография Таллулы Бэнкхед» (англ. Tallulah, Darling: A Biography of Tallulah Bankhead) | Денис Брайан            | New York: Macmillan                  |
| 1989 | «Таллула Бэнкхед: Любимица театра» (англ. Tallulah Bankhead: The Darling of the Theater)                  | Памела Коуи Патрик      | Huntsville: Writers Consortium Books |
| 1991 | «Таллула Бэнкхед, Био-Библиография» (англ. Tallulah Bankhead, A Bio-Bibliography)                         | Джеффри Кэрриер         | New York: Greenwood Press            |
| 1997 | «Таллула Бэнкхед: Скандальная жизнь» (англ. Tallulah Bankhead: A Scandalous Life)                         | Дэвид Брет              | New York: Robson Books/Parkwest      |
| 1999 | «Таллула Бэнкхед» (англ. Tallulah Bankhead)                                                               | Бриони Лавери           | Bath: Absolute Press                 |
| 2003 | «Таллула Бэнкхед: Звезда плохих девочек Алабамы» (англ. Tallulah Bankhead: Alabama's Bad Girl Star)       | Алесия Шерард Арчибальд | Alabama: Seacoast Publishing, Inc.   |
| 2004 | «Таллула!: Жизнь и времена ведущей леди» (англ. Tallulah!: The Life and times of a Leading Lady)          | Джоэл Лобенталь         | New York: HarperCollins              |

## В популярной культуре

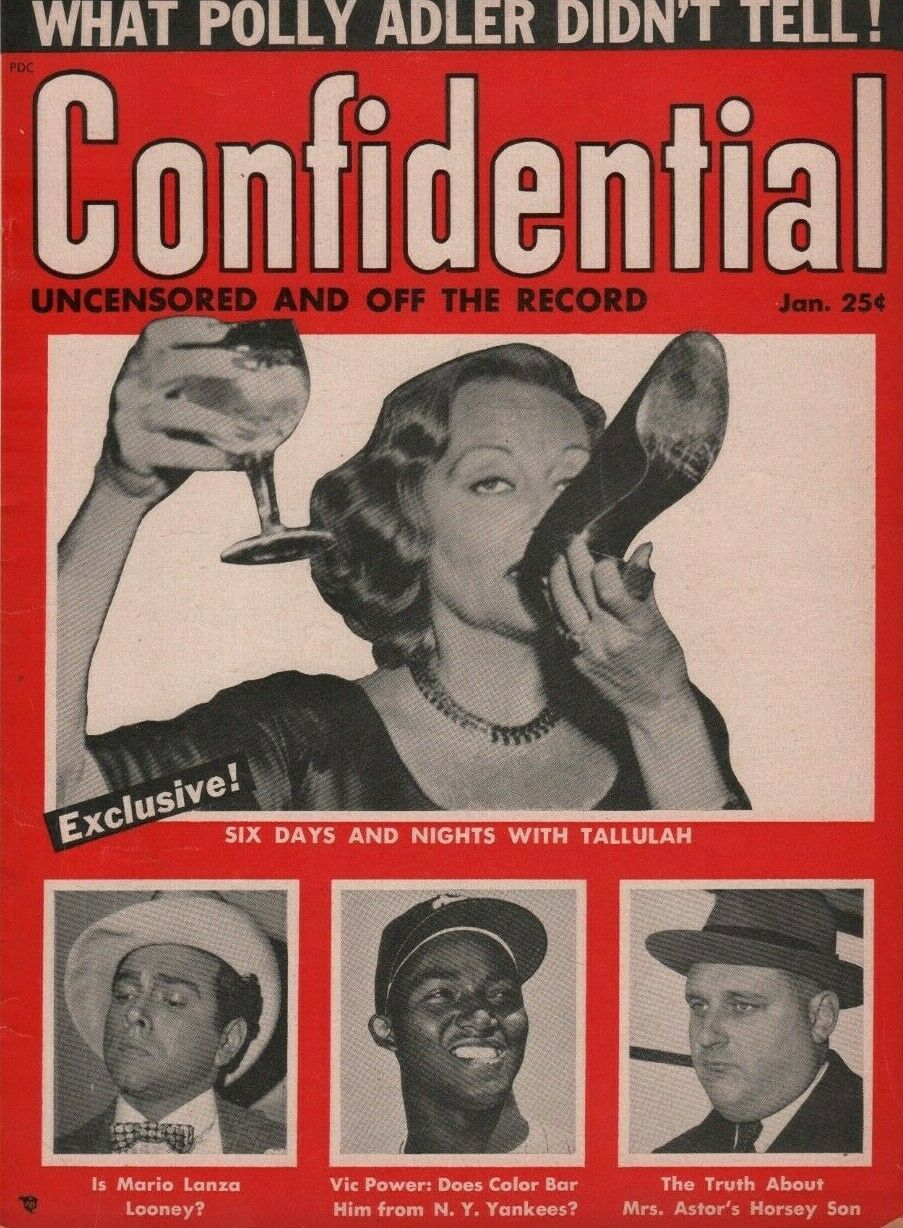
Бэнкхед на обложке журнала «Confidential», январь 1954 года.

Бэнкхед оказала большое влияние на американскую культуру, несмотря на то, что современные зрители не знакомы со сценическими выступлениями, за которые она получила наибольшее признание. Бэнкхед остается гораздо более заметной в общественном сознании, чем современные бродвейские актрисы её уровня, благодаря своей уникальной личности и зачастую саморазрушающему поведению.
Она также стала иконой чувственности, которому часто подражают.
Многие критики (и сама Бэнкхед) сравнивали персонаж Марго Ченнинг в фильме «Всё о Еве» с образом Бэнкхед. Художник по костюмам Эдит Хед недвусмысленно призналась, что внешность Ченнинг скопировала с Бэнкхед.
В одноактовой пьесе Амири Барака «Голландец» (англ. Dutchman) (1964), главный герой неоднократно обращается к белой-женщине антагонистке по имени Бэнкхед.
Голос и личность Таллулы Бэнкхед вдохновили актрису Бетти Лу Герсон на озвучивание персонажа Круэлла Де Виль в фильме Walt Disney Pictures «101 далматинец», который студия называет «маниакальным взлётом Таллулы Бэнкхед».
Коктель в отеле «Риц» в Лондоне имеет название «Таллула», его назвали так по случаю, когда Бэнкхед посетила отель и выпила шампанское из своей туфельки.

### Другие упоминания
- В фильме 1969 года «Прощайте, мистер Чипс»[англ.] актриса Шан Филлипс играет роль Урсулы Моссбэнк, предположительно, что персонаж, вдохновлён манерой и поведением Бэнкхед, но в фильме нет никаких упоминаний, что она является прототипом персонажа.
- В 1971 году Евгения Роулз[англ.] разработала шоу одной женщины «Таллула, воспоминания», где она показала Бэнкхед, как лучшую подругу жизни. Позже в 1979 году, она опубликовала книгу с таким же названием.
- В 1980 году вышел телевизионным фильм «Война Скарлетт О'Хара»[англ.], в котором актриса Кэрри Най[англ.] играет Таллулу Бэнкхед, одну из претенденток на роль Скарлетт О’Хара в фильме «Унесённые ветром».
- В бродвейском мюзикле 1983 года «Таллула», Хелен Галлахер исполняет Таллулу Бэнкхед. В мюзикле описывают первые её дни в Алабаме вплоть до её карьеры в Нью-Йорке, так же там много внимания уделяется её отношениям с отцом.
- Рок-музыкант и актриса Сьюзи Куатро исполнила Бэнкхед в мюзикле «Кто Таллула?» в 1991 году. Мюзикл основан на книге Уилли Раштона[англ.], ставился с 14 февраля по 9 марта в «Королевском театре» города Хорнчерч, Великобритания, и получил хорошие отзывы.
- В документальном фильме 1995 года «Вигсток»[англ.] был показан номер под названием «Дуэль Бэнкхедов», в котором несколько переодетых мужчин преувеличено подражают стилю иконы чувственности.
- Актёр и дрэг-квин Джим Бэйли[англ.] исполнил роль Таллулы Бэнкхед в пьесе «Таллула и Теннесси» в 1999 году.
- В своём первом шоу одной женщины Кэтлин Тёрнер сыграла главную роль в эпизоде Сандры Райан Хеворт «Таллула» (2000—2001).
- Валери Харпер исполнила роль Бэнкхед в спектакле «Петля» (англ. Looped), премьера которого состоялась в театре «The Pasadena Playhouse». А открытие состоялось 19 февраля 2010 года в «Лицейском театре».
- В сериале «З: Начало всего» (2015—2017) основанный на книге Зельды Фитцджеральд, подруги Таллулы, Кристина Беннетт Линд[англ.] играет роль Бэнкхед.
- Пэйджет Брюстер сыграла Бэнкхед в двух эпизодах мини-сериала «Netflix» 2020 года, «Голливуд». В сериале представлена искажённая версия Бэнкхед и её место в Золотом веке Голливуд 40-х годов.
- Бэнкхед несколько раз была исполнена актрисой Това Фелдшу. Сначала в пьесе «Вечеринка Таллулы» (англ. Tallulah's Party), открытие которой состоялось в 1998 году в театре Мартина Р. Каумана. Потом в оригинальной пьесе Фельдшу и Линды Селман «Таллула Аллилуя!» (англ. Tallulah Hallelujah!), открытие этой пьесы состоялось на Бродвее в театре Дугласа Фэрбенкса в 2000 году.
- Наташа Лионн исполнила роль Бэнкхед в фильме «Соединённые Штаты против Билли Холидей» (2021). В фильме Холидей и Бэнкхед были изображены, как имеющие интимные отношения. Можно предположить, что их отношения были такими на самом деле, поскольку они знали друг друга и являлись близкими друзьями в реальной жизни.

## Личные цитаты
- «Хорошие девушки ведут дневники, у плохих девушек на это нет времени»
- «Я пробовала разные позы в постели. Обычная поза вызывает у меня клаустрофобию, с женщинами у меня затекает шея, а с мужчинами сводит челюсть»
- «Я приду к тебе в номер, чтобы заняться любовью в пять вечера. Если я опоздаю, начинай без меня»
- «Кокаин не вызывает наркотической зависимости. Я знаю, о чём говорю: я нюхаю его много лет»
- «Он намного меньше, чем кажется на первый взгляд»
- «Я не знаю, чего хочу. Никто не знает — а если и знает, то сильно ошибается. Но эти люди никогда этого не поймут»
- «Циники говорят: „Блажен тот, кто ничего не ждёт, ибо он не будет разочарован“. Я говорю: „Блажен тот, кто ждёт, ибо он не всегда может быть разочарован“»
- «Мой отец предупреждал меня держаться подальше от мужчин и алкоголя, но он ничего не говорил о женщинах и наркотиках»
- «Одна из ироний театра заключается в том, что на постоянную работу там может рассчитывать только один человек — ночной сторож»
- «Единственное правило, которое я рекомендую — никогда не практикуйте два порока одновременно»
- «Нет идеальных людей. Ни один мужчина, ни один человек, к которому я могла бы испытывать хоть какое-то уважение, не мог узнать такое счастье как стать мужем Таллулы. Это достаточно сложно не увязнуть в этом. Ещё труднее было бы выйти замуж за одного из них»
- «Единственное о чём я сожалею в своём прошлом — это о его скоротечности. Если бы мне пришлось снова прожить свою жизнь, я бы совершила все те же ошибки, только намного раньше»
- «У меня есть три фобии, которые, если бы я могла их приглушить, сделали мою жизнь идеальной как сонеты, но скучной, как на полуострове — я ненавижу ложиться спать, ненавижу просыпаться и ненавижу одиночество»
- «Я чиста как потаскуха»
- «Я читаю Шекспира и Библию и умею играть в кости. Вот это я считаю гуманитарным образованием»
- «Никто не может быть похожим на меня. Иногда даже у меня возникают с этим проблемы»
- «Если ты действительно хочешь помочь американскому театру, не будь актрисой, дорогуша. Будь зрителем»
- «Не нужно придираться! Я враг умеренности и сторонник излишеств. Если я могу гнуть свою линию с твердолобым человеком, чья личность теряется в толпе, я лучше буду сильно ошибаться, чем слабо права»
- «Меня изнасиловали на подъездной дорожке, когда мне было одиннадцать… Это было ужасно, потому что дорожка у нас была из гравия»

### на английском языке
- Bankhead, Tallulah (1952). Tallulah: My Autobiography. New York: Harper, 335 pages.

- Carrier, Jeffrey L. (1991). Tallulah Bankhead: A Bio-Bibliography. New York: Greenwood Press, 296 pages. ISBN 978-0-274-93938-1
- Hellman, Lillian (1973). Pentimento: A Book of Portraits. New American Library, 245 pages.
- Israel, Lee (1973). Miss Tallulah Bankhead. New York: Dell Publishing, 381 pages.
- Kazan, Elia (1997). Elia Kazan: A Life. Da Capo Press, 860 pages, ill. ISBN 978-0-306-80804-3
- Lavery, Bryony (1999). Tallulah Bankhead. Absolute Press, 144 pages. ISBN 978-1-899791-42-2
- Lobenthal, Joel (2008). Tallulah: The Life and Times Of a Leading Lady. It Books, 592 pages. ISBN 978-0-06-098906-4
- Mackrell, Judith (2014). Flappers: Six Women of a Dangerous Generation. New York: Sarah Crichton Books, 512 pages. ISBN 978-0-374-15608-4
- Monush, Barry (2003). The Encyclopedia of Hollywood Film Actors: From the Silent Era to 1965, Volume 1. Applause Theatre & Cinema Books, 832 pages. ISBN 978-1-55783-551-2
- Stern, Keith & McKellen, Ian (2009). Queers in History: The Comprehensive Encyclopedia of Historical Gays, Lesbians and Bisexuals. BenBella Books, 608 pages. ISBN 978-1-933771-87-8